# دميتري ميدفيديف
دميتري أناتوليفيتش ميدفيديف (الروسية: Дми́трий Анато́льевич Медве́дев) وُلد في 14 سبتمبر 1965، هو سياسي ومحامٍ روسي، يشغل منصب نائب رئيس مجلس الأمن الروسي منذ عام 2020. كما شغل منصب رئيس روسيا بين عامي 2008 و2012، ورئيس وزراء روسيا بين عامي 2012 و2020.
انتخب ميدفيديف رئيسًا في انتخابات عام 2008، وكان يُنظر إليه كأكثر ليبرالية مقارنة بسلفه فلاديمير بوتين، الذي شغل منصب رئيس الوزراء خلال رئاسة ميدفيديف. كان برنامج ميدفيديف الرئاسي يرتكز على برنامج واسع لتحديث الاقتصاد والمجتمع الروسي، مع التركيز على تقليل اعتماد البلاد على النفط والغاز. وخلال فترة رئاسته، وقّعت الولايات المتحدة وروسيا معاهدة "نيو ستارت" للحد من الأسلحة النووية. كما حققت روسيا النصر في الحرب الروسية-الجورجية، وتعافت من أزمة الركود الكبير. أطلق ميدفيديف حملة لمكافحة الفساد، إلا أنه وُجهت له لاحقًا اتهامات بالفساد.
شغل ميدفيديف فترة رئاسية واحدة، وخلفه بوتين بعد انتخابات عام 2012. بعد ذلك، عيّن بوتين ميدفيديف رئيسًا للوزراء. قدم ميدفيديف استقالته مع الحكومة كاملة في 15 يناير 2020، لتمكين بوتين من تنفيذ تغييرات دستورية واسعة، وتولى ميخائيل ميشوستين المنصب في 16 يناير 2020. وفي ذات اليوم، عيّن بوتين ميدفيديف في منصب نائب رئيس مجلس الأمن الروسي الجديد.
يرى بعض المحللين أن رئاسة ميدفيديف كانت تبشر بإمكانية تغييرات إيجابية على الصعيد الداخلي وفي العلاقات مع الغرب، مما أشار إلى "إمكانية فترة جديدة أكثر ليبرالية في السياسة الروسية". إلا أنه، مع التمهيد للغزو الروسي لأوكرانيا، تبنى ميدفيديف مواقف أكثر تشددًا ومعارضة للغرب. وأشار مراقبون محليون ودوليون إلى أن هذا التحول في الخطاب يعكس محاولة ميدفيديف تغيير صورته العامة كشخص معتدل وتابع لبوتين. ويُعتبر من قبل العديد من المصادر خليفة محتمل لبوتين.

## النشأة

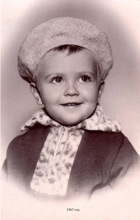
دميتري ميدفيديف عام 1967 في عمر السنتين.

ولد ديمتري ميدفيديف يوم 14 سبتمبر 1965 في لينينغراد، في الاتحاد السوفيتي. والده، أناتولي أفاناسيفيتش ميدفيديف (نوفمبر 1926-2004)، كان مهندس كيميائي يمارس التدريس في معهد لينينغراد الدولي للتقنية. أما والدة دميتري، يوليا فينيامينوفنا ميدفيديفا (من مواليد 21 نوفمبر 1939)، درست اللغات في جامعة فورونيج وكانت تدرس اللغة الروسية في جامعة هيرزن التربوية الدولية. ولاحقاً، عملت كمرشدة سياحية في قصر بافلوفسك. عاشت عائلة ميدفيديف في شقة مساحتها 40 متر مربع في شارع 6 بيلا كون في حي كوبتشينو في لينينغراد وكان ديمتري الابن الوحيد لوالديه. واعتبرت عائلة ميدفيديف كعائلة من المثقفين السوفيت في ذلك الوقت. وكان جدي دميتري ميدفيديف من جهة الأم من الأوكرانيين، ويلقبون بآل كوفاليف، (أصلاً كوفال). وتعود جذور ميدفيديف العالية إلى منطقة بيلغورود. عندما كان ديميتري طفلاً، كان مهتماً بالكتب ومواظباً، وصفته معلمة الصف الأول فيرا سميرنوفا بأنه من النوع الذي يسأل كثيراً (لماذا). بعد المدرسة، كان يقضي بعض الوقت في اللعب مع أصدقائه قبل العودة إلى المنزل للقيام بواجباته المدرسية. في الصف الثالث، درس ميدفيديف الموسوعة السوفيتية الصغيرة المؤلفة من عشرة مجلدات صغيرة والتي كانت تخص والده. وأبدى اهتمامه بالديناصورات وحفظ المراحل الأولية للتطور الجيولوجي للأرض، من الدهر السحيق حتى حقبة الحياة الحديثة. في الصفين الرابع والخامس، أبرز اهتماماً في الكيمياء، وإجراء التجارب الكيميائية البسيطة بالإضافة إلى بروز اهتمامه بالرياضة إلى حد ما في ذلك الوقت. في الصف السابع، ازدهرت مظاهر المراهقة لديه وتجلى ذلك في علاقة مع سفيتلانا لينيك، زوجته المستقبلية، حيث كانا يدرسان في نفس المدرسة لكن في شعبتين مختلفتين. ونتيجة تلك العلاقة تأثر على ما يبدو الأداء المدرسي لميدفيديف. قال ميدفيديف عن الامتحانات المدرسية النهائية في عام 1982: «فترة صعبة أتاحت لي تعبئة قدراتي إلى أقصى درجة ممكنة للمرة الأولى في حياتي.»

### الحياة الجامعية

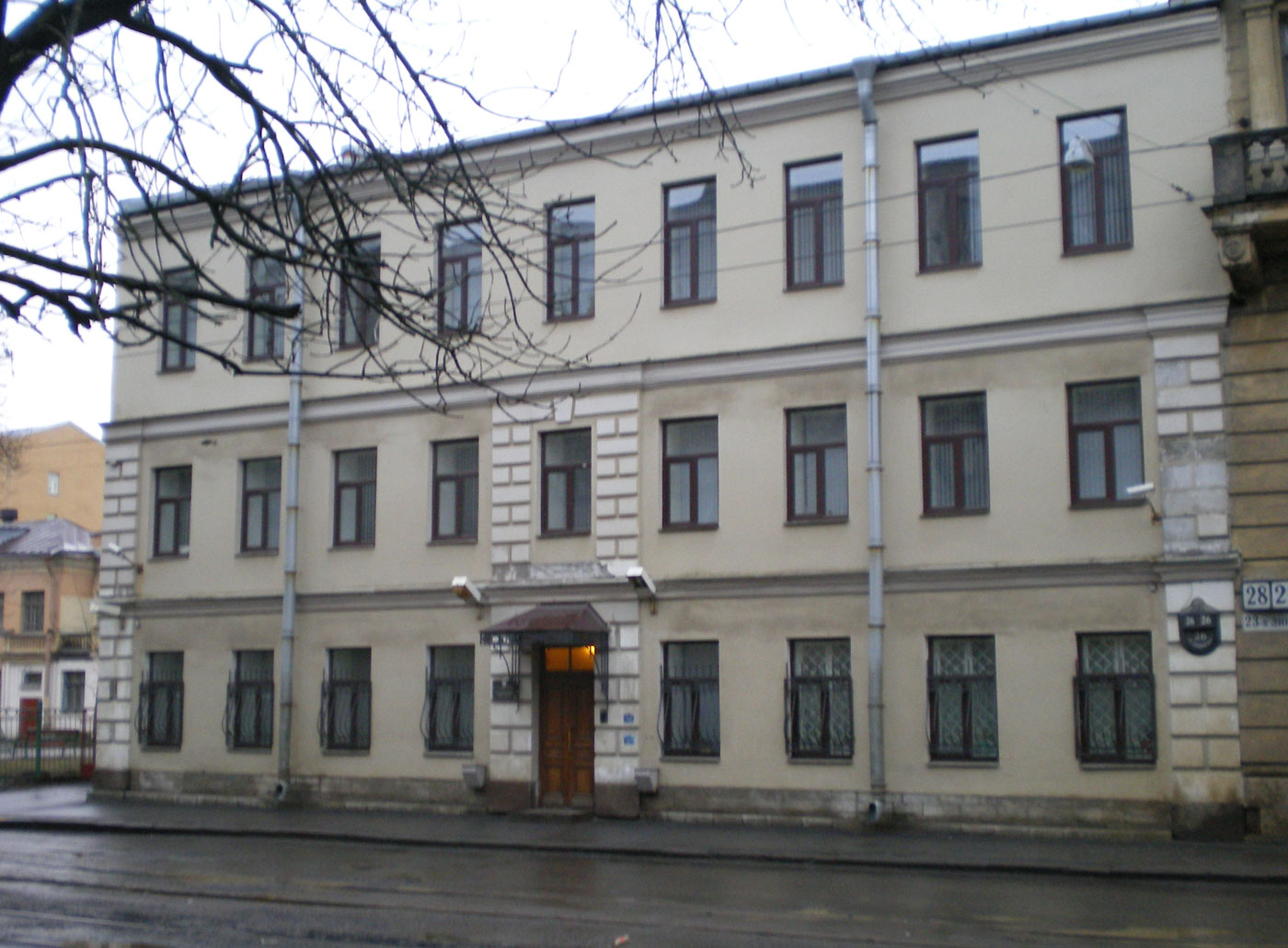
بناء كلية الحقوق في جامعة سان بطرس بيرغ حيث درس دميتري ميدفيديف

في خريف عام 1982، التحق ميدفيديف البالغ من العمر 17 عاما بجامعة لينينغراد لدراسة القانون. على الرغم من أنه أراد دراسة اللغويات لكنه قال في وقت لاحق أنه لم يأسف لاختياره القانون، وأنه أصبح يجد التخصص الذي اختاره رائعاً مع مرور الوقت: محظوظُ «لأنه اختار مجالا أثار اهتمامه بحق، وكان بالفعل أمرا يجيده» زملاء ميدفيديف وصفوه بالطالب الدبلوماسي الذي يقدم حججه في المناقشات بقوة، وبدون تجريح. وخلال سنوات الدراسة، كان ميدفيديف معجباً بفرق الروك الإنجليزية مثل بلاك ساباث وليد زيبلين، وديب بيربل، مولعاً بالرياضة والمشاركة في المسابقات الرياضية كالتجديف ورفع الأثقال. تخرج من كلية الحقوق في جامعة ولاية لينينغراد في عام 1987 (جنبا إلى جنب مع إيليا يليسييف، أنطون إيفانوف، نيكولاي فينيتشينوك وكونستانتين شيفتشينكو، الذين أصبحوا فيما بعد زملاء في ميدان العمل). بعد تخرجه، أراد ميدفيديف أن ينضم إلى مكتب المدعي العام هادفاً لأن يصبح محقق لكنه، حاز على فرصة لمتابعة الدراسات العليا كرئيس للقانون المدني. في عام 1990، دافع ميدفيديف عن أطروحته التي كانت بعنوان «مشاكل إدراك الشخصية العدلية المدنية لمشروع الدولة» وتلقى ترشيحه لنيل درجة العلوم في القانون الخاص. وكان أناتولي سوبتشاك، وهو سياسي ديمقراطي كبير من فترة 1980 و 1990 واحد من أساتذة ميدفيديف في الجامعة. وفي عام 1988، انضم ميدفيديف إلى فريق سوبتشاك الخاص بالديمقراطيين وشغل منصب رئيس حملة سوبتشاك للحصول على مقعد في البرلمان السوفيتي الجديد وتكللت تلك الحملة بالنجاح. وبعد حملة سوبتشاك الانتخابية تابع ميدفيديف مسيرته الأكاديمية كمحاضر في جامعته، والتي سميت الآن إلى جامعة سان بطرسبرغ الحكومية حيث قام بتدريس القانون المدني والروماني حتى عام 1999. ووفقاً لقول أحد الطلاب فإن ميدفيديف كان مدرساً ذو شعبية. وكان «صارماً ولكنه ليس قاسياً». ميدفيديف شارك في كتابة ثلاثة مجلدات حول القانون المدني الشعبي والذي بيعت منه ملايين النسخ على مر السنين عمل ميدفيديف أيضا في شركة صغيرة للاستشارات القانونية التي كان قد أسسها مع أصدقائه إيليا يليسييف وأنطون إيفانوف، لدعم مصروفه الدراسي.

## المراحل المهنية الأولى

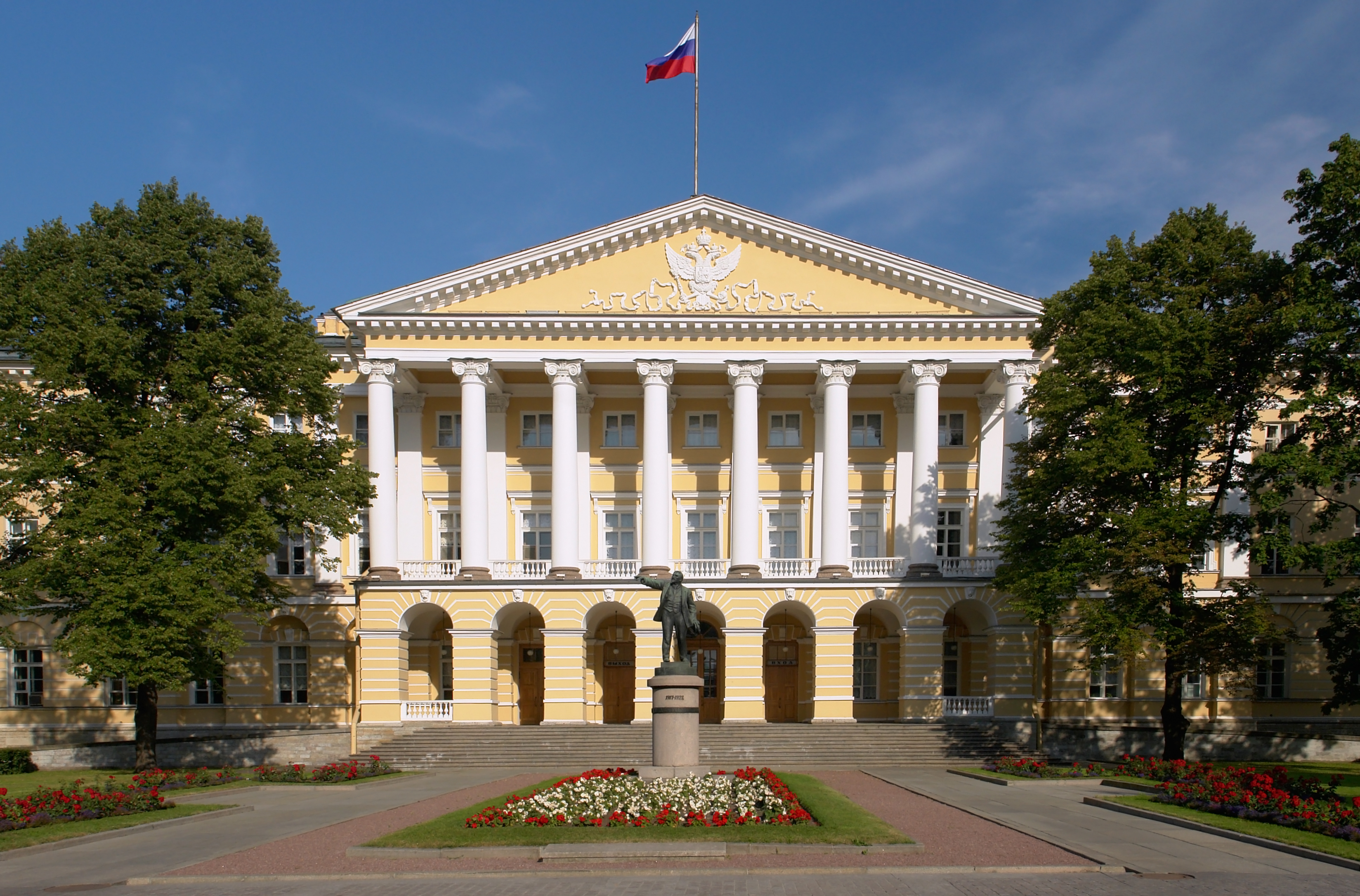
معهد سمولني حيث عمل ميدفيديف كمستشار

في عام 1990، عاد أناتولي سوبتشاك من موسكو ليصبح رئيس مجلس مدينة لينينغراد. سوبتشاك أعاد توظيف ميدفيديف الذي ترأس سابقا حملته الانتخابية، وفي نفس الوقت واحد من الطلاب السابقين لسوبتشاك، وهو فلاديمير بوتين عين بمنصب مستشار. في الصيف التالي انتخب سوبتشاك عمدة المدينة، وأصبح ميدفيديف مستشارا للجنة مجلس المدينة للشؤون الخارجية. وترأس هذا المنصب قبل بوتين. في نوفمبر 1993 أصبح ميدفيديف مدير الشؤون القانونية في مؤسسة اليم بالب (Ilim Pulp)، شركة أخشاب مقرها في سان بطرسبرج. ساعد ميدفيديف الشركة في وضع إستراتيجية ساعدت الشركة بالتوسع بشكل كبير. وامتلك ميدفيديف 20٪ من أسهم الشركة. في السنوات السبع التالية أصبحت اليم بالب أكبر شركة للخشب الروسي مع عائدات سنوية تصل إلى نحو 500 مليون دولار. باع ميدفيديف أسهمه في عام 1999. ثم تولى أول وظيفة له في الحكومة المركزية لروسيا. الأرباح التي حققها ميدفيديف من عمله في الشركة غير معروفة.

## العمل في الحكومة المركزية

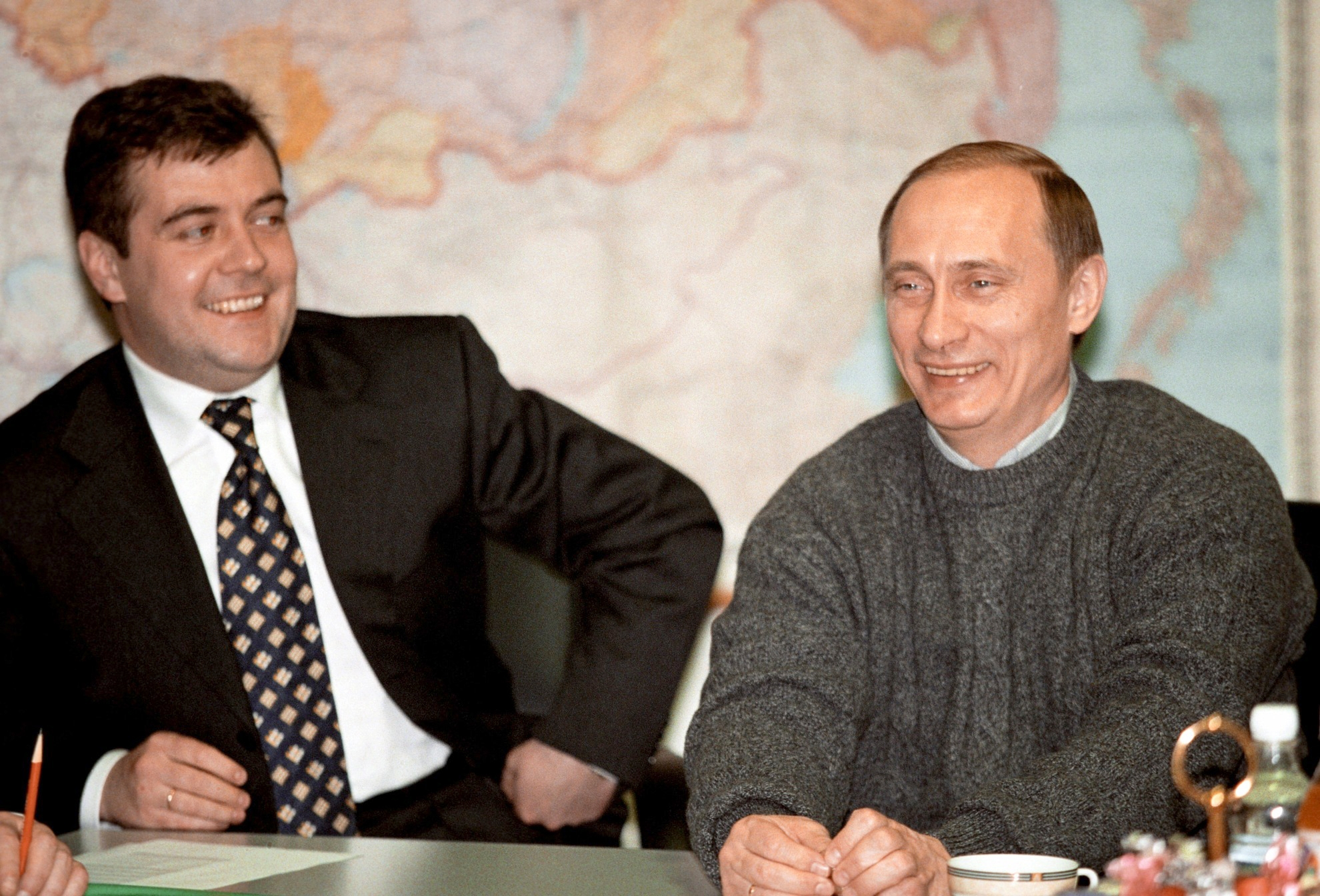
ميدفيديف مع فلاديمير بوتين في 27 اذار 2000 في اليوم التالي لفوز بوتين بالانتخابات الرئاسية.

في يونيو 1996، حصل زميل ميدفيديف، فلاديمير بوتين على عمل في الإدارة الرئاسية الروسية. بعد ثلاث سنوات، في 16 آب عام 1999، أصبح رئيس وزراء روسيا. وبعد ثلاثة أشهر، في نوفمبر 1999، أصبح ميدفيديف واحد من عدة أشخاص من سانت بطرسبرج الذين أدخلهم فلاديمير بوتين إلى الحكم وسلمهم أعلى المناصب الحكومية في موسكو. في 31 ديسمبر كانون الأول تم تعيينه كنائب رئيس ديوان رئيس الجمهورية ليصبح واحد من السياسيين المقربين للرئيس بوتين. خلال الانتخابات الرئاسية عام 2000 كان مدير حملة بوتين. فاز بوتين في الانتخابات بنسبة 52,94٪ من أصوات الناخبين. ونقلت الصحف عن ميدفيديف بعد الانتخابات تعليقاً قال فيه إنه تمتع بالعمل والمسؤولية التي كانت على عاتقه واصفاً الأمر بأنه «اختبار للقوة».
كرئيس، أطلق بوتين حملة ضد القلة الفاسدة وسوء الإدارة الاقتصادية في البلاد. وعين ميدفيديف رئيساً لمجلس إدارة شركة غازبروم في عام 2000 مع أليكسي ميلر. وضع ميدفيديف حداً لمشاكل التهرب من الضرائب التي انتشرت على نطاق واسع وعمليات النهب التي ارتكبت من قبل الإدارة الفاسدة السابقة. ثم تولى ميدفيديف منصب نائب رئيس 2001-2002، ثم تولى نفس المنصب لفترة تالية في يونيو 2002، وبقي يشغله حتى صعوده إلى الرئاسة في عام 2008. وخلال فترة تولي ميدفيديف، تمت إعادة هيكلة ديون جازبروم وارتفعت القيمة السوقية للشركة من 7.8 مليار دولار في عام2000  إلى 300 مليار دولار في أوائل عام 2008. ترأس ميدفيديف المفاوضات بين روسيا وأوكرانيا وروسيا البيضاء أثناء النزاعات حول سعر الغاز. في أكتوبر 2003 حل ميدفيديف محل ألكسندر فولوشين بمنصب رئيس موظفي الرئاسة. في نوفمبر 2005 انتقل ميدفيديف من الإدارة الرئاسية للحكومة عندما عينه بوتين كنائب أول لرئيس مجلس وزراء روسيا. ووضع ميدفيديف موضع المسؤول عن تنفيذ المشاريع ذات الأولوية الوطنية مع التركيز على تحسين الصحة العامة والتعليم والإسكان والزراعة. البرنامج حقق بعض النتائج الرئيسية مثل زيادة الأجور في الرعاية الصحية والتعليم وبناء شقق جديدة ولكن تمويله والذي كان يبلغ 4٪ من الموازنة الاتحادية، لم يكن كافياً لإصلاح البنية التحتية بشكل كبير في روسيا. وفقا لاستطلاعات الرأي فإن معظم الروس يعتقدون أن الأموال التي انفقت في هذه المشروعات تم إستثمارها بشكل غير فعال. في ديسمبر 2005 حاز ميدفيديف على لقب شخصية العام من قبل لمجلة ذا إيكسبرت، وهي مجلة أسبوعية تصدر في روسيا. وشاطره اللقب أليكسي ميلر الرئيس التنفيذي لجازبروم.

### الترشح للرئاسة

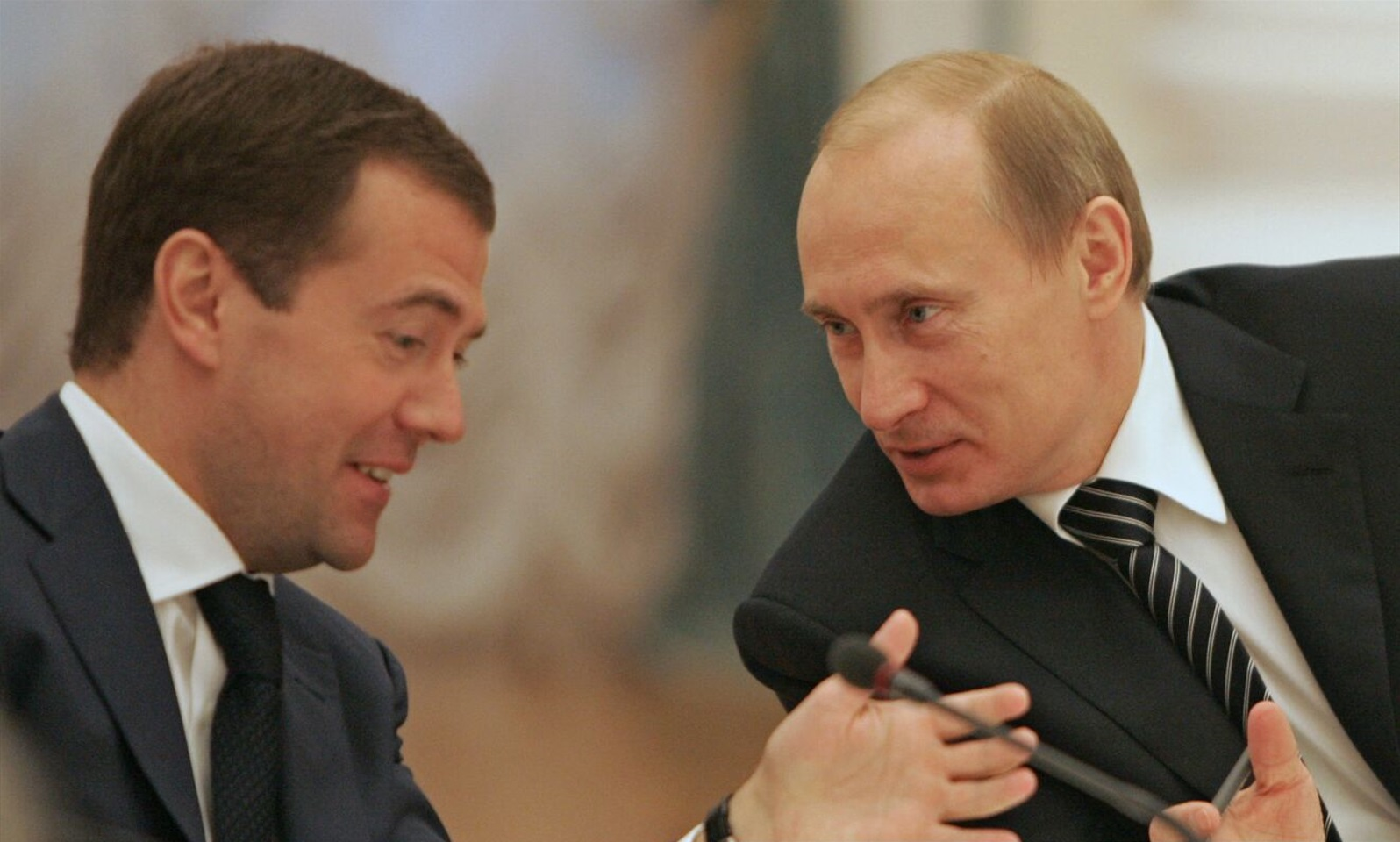
ميدفيديف مع فلاديمير بوتين

بعد تعيينه في منصب النائب الأول لرئيس الوزراء، بدأ العديد من المراقبين السياسيين في اعتبار ميدفيديف كـ مرشح محتمل للانتخابات الرئاسية عام 2008  على الرغم من أن المراقبين الغربيين يعتقدون بشكل واسع أن ميدفيديف كان ليبرالي جداً وموالي للغرب للغاية بالنسبة لبوتين في دعمه له كمرشح. بدلا من ذلك، توقع المراقبون الغربيون أن المرشح سيظهر من صفوف مايسمى السيلوفيك، تم تعيين مسؤولين أمنيين وعسكريين وكثير منهم وصل مناصب عليا خلال رئاسة بوتين. وكان ينظر إلى السيلوفيك سيرجي ايفانوف والمسؤول الاختصاصي فيكتور زوبكوف كأقوى المرشحين.[20] في استطلاعات الرأي التي وجهت للروس  لاختيار الخليفة المفضل لديهم لبوتين من قائمة المرشحين التي لا تحتوي على بوتين نفسه، كان ميدفيديف في كثير من الأحيان هو المرشح المفضل،
متغلباً على ايفانوف وزوبكوف فضلاً عن مرشحي المعارضة. في نوفمبر 2006 , بلغت نسبة الثقة بـ ميدفيديف 17٪ , أكثر من الضعف عن خصمه ايفانوف. ومما عزز شعبية ميدفيديف دوره في المشاريع ذات الأولوية الوطنية. شعر العديد من المراقبين بالدهشة في 10 ديسمبر 2007, عندما أعلن الرئيس الروسي فلاديمير بوتين في 10 ديسمبر عام 2007 أن ميدفيديف هو خليفته المفضل. أقيم الإعلان على شاشة التلفزيون مع أربعة أحزاب ملمّحةً إلى ترشيح ميدفيديف، حيث قام بوتين بإعطاء تأييده لذلك. الأربعة أحزاب المؤيدة للكرملين كانت روسيا المتحدة، روسيا العادلة، والحزب الزراعي الروسي والسلطة المدنية. عقدت روسيا المتحدة مؤتمر الحزب في 17 ديسمبر 2007، وذلك بالاقتراع السري من المندوبين، وكان ميدفيديف أقر رسميا كمرشح في الانتخابات الرئاسية لعام 2008. سجّل ميدفيديف رسمياً ترشيحه مع لجنة الانتخابات المركزية في 20 ديسمبر 2007، وقال أنه سيتنحى عن منصبه كرئيس لشركة غازبروم، وذلك بموجب القوانين الحالية، التي لاتسمح للرئيس العمل بوظيفة أخرى. وقد قبل هذا التسجيل رسميا كـ صحيح من قبل لجنة الانتخابات المركزية الروسية في 21 يناير 2008. وصفت الأسباب التي دفعت بوتين لتأييد ميدفيديف، حيث قال بوتين: «أنا واثق من أنه سيكون رئيساً جيداً ومديراً فعالاً. ولكن إلى جانب أمور أخرى، يوجود هذه الكيمياء الشخصية: أنا أثق به. أنا فقط أثق به.»

## الانتخابات الرئاسية في 2008

### الحملة الانتخابية

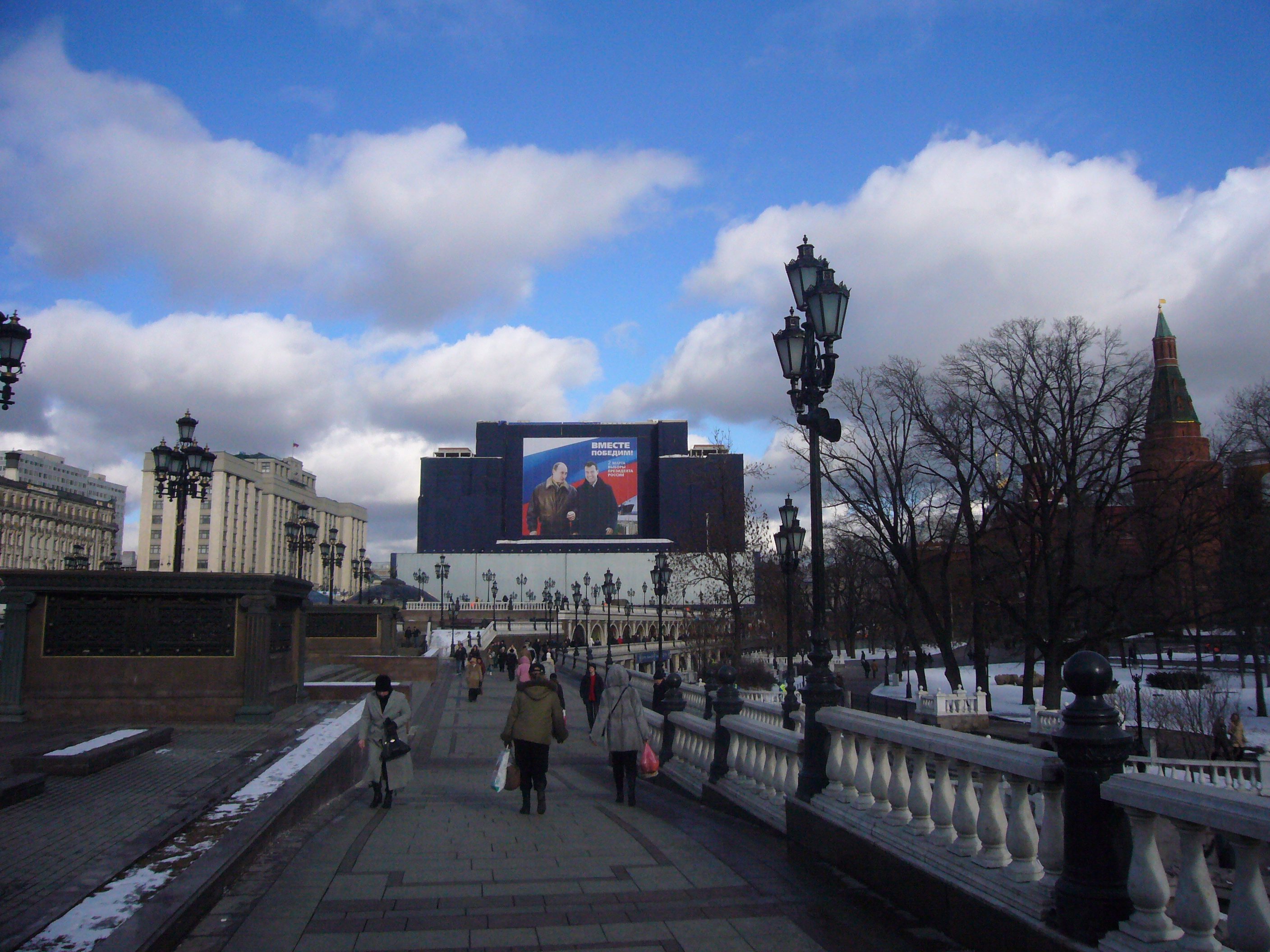
ملصق للحملة الانتخابية لدميتري ميدفيديف

مع اقتراب انتخابات 2 مارس 2008، بقي الرئيس المنتهية ولايته، فلاديمير بوتين، السياسي الأكثر شعبية في البلاد. بين إستطلاع للرأي من قبل منظمة الإستطلاعات المستقلة في روسيا، في مركز ليفادا،  أجري خلال الفترة المشار إليها 21-24 ديسمبر 2007 عندما قدمت لائحة المرشحين المحتملين، كانت 79٪ من الروس على استعداد للتصويت لصالح ميدفيديف في حال تمت الانتخابات وقتها. والمتنافسين الرئيسيين الآخرين، المرشح الشيوعي غينادي زيوغانوف والمرشح عن الحزب الديمقراطى الليبرالى فلاديمير جيرينوفسكي حصلا على 9٪ في الاستطلاع نفسه. جزء كبير من شعبية بوتين نقلها إلى المرشح الذي اختاره، حيث أن 42٪ من المستجيبين مسح قائلا أن القوة التي حصل عليها ميدفيديف جاءت من دعم بوتين له.
في أول خطاب له، أعلن ميدفيديف أنه، كرئيس، سيعين فلاديمير بوتين بمنصب رئيس الوزراء لرئاسة الحكومة الروسية. وبالتالي على الرغم من أن الدستور الروسي يمنع بوتين من الترشح لفترة رئاسية ثالثة على التوالي، لكن دوره كرئيس وزراء من شأنه أن يسمح له بمواصلة عمله كشخصية مؤثرة في السياسة الروسية. وتعهد بوتين انه لكي يقبل منصب رئيس الوزراء ينبغي أن ينتخب ميدفيديف رئيسا للبلاد. على الرغم من أن بوتين قد تعهد بعدم تغيير توزيع السلطة بين الرئيس ورئيس الوزراء، توقع العديد من المحللين حدوث تحول مركز السلطة من الرئاسة إلى رئيس الوزراء عندما تولى بوتين هذا المنصب تحت رئاسة ميدفيديف.
ملصقات الترويج للحملة الانتخابية كانت تصور ميدفيديف وبوتين يقفان معاً وكتب عليها شعار «معا للفوز»  ميدفيديف تعهد بالعمل بشكل وثيق مع بوتين في حال فوزه. في ديسمبر 2007، وتمهيداً لحملته الانتخابية، أعلن ميدفيديف أن تمويل المشاريع ذات الأولوية الوطنية سوف يرفع إلى 260 مليار روبل في عام 2008.وكانت الحملة الانتخابية الخاصة بميدفيديف على مستوى منخفض نسبيا، ومثل بوتين، رفض ميدفيديف المشاركة في المناظرات التلفزيونية مبرراً ذلك بانشغاله بأعماله كرئيس وزراء. بدلا من ذلك، فضل ميدفيديف تقديم وجهات نظره على موقع الانتخابات الخاص بحملته www.medvedev2008.ru 
في يناير 2008، أطلق ميدفيديف حملته الانتخابية مع القيام بالتوقف في أقاليم مختلفة. وفي 22 يناير 2008، أجرى ميدفيديف ما كان فعليا أول خطاب في حملته الانتخابية في المنتدى المدني الثاني في روسيا، شرح فيه خطة ليبرالية-محافظة لتحديث روسيا. قال ميدفيديف ان روسيا بحاجة إلى «عقود من التنمية المستقرة» لأن البلاد قد «انهكت من الثورات والاضطرابات الاجتماعية مرة أخرى في القرن العشرين». لذا أكد ميدفيديف على التحديث الليبرالي للبلاد بالتزامن مع استمرار العمل على مواصلة جدول أعمال سلفه المتعلق بالاستقرار
في 15 فبراير عام 2008، عقد ميدفيديف خطابا رئيسيا في منتدى كراسنويارسك الاقتصادي خامسا، قائلا ما يلي: «الحرية هي أفضل من غير الحرية - يجب أن يكون هذا المبدأ في صلب سياستنا أعني الحرية في جميع مظاهرها - الحرية الشخصية، والحرية الاقتصادية، وأخيرا حرية التعبير»  في خطاب كراسنويارسك، أدان ميدفيديف بقسوة مبدأ «الإرهاب باسم القانون» في روسيا، وسلط الضوء على الحاجة إلى ضمان استقلال النظام القضائي في البلاد وضرورة وجود برنامج لمكافحة الفساد. في الاقتصاد، دافع ميدفيديف عن القطاع الخاص، ورفع القيود الاقتصادية وخفض الضرائب. ووفقا له، ينبغي تحديث الاقتصاد الروسي من خلال التركيز على أربعة أمور: المؤسسات، والبنية التحتية، والابتكار والاستثمار.

### الفوز بالانتخابات

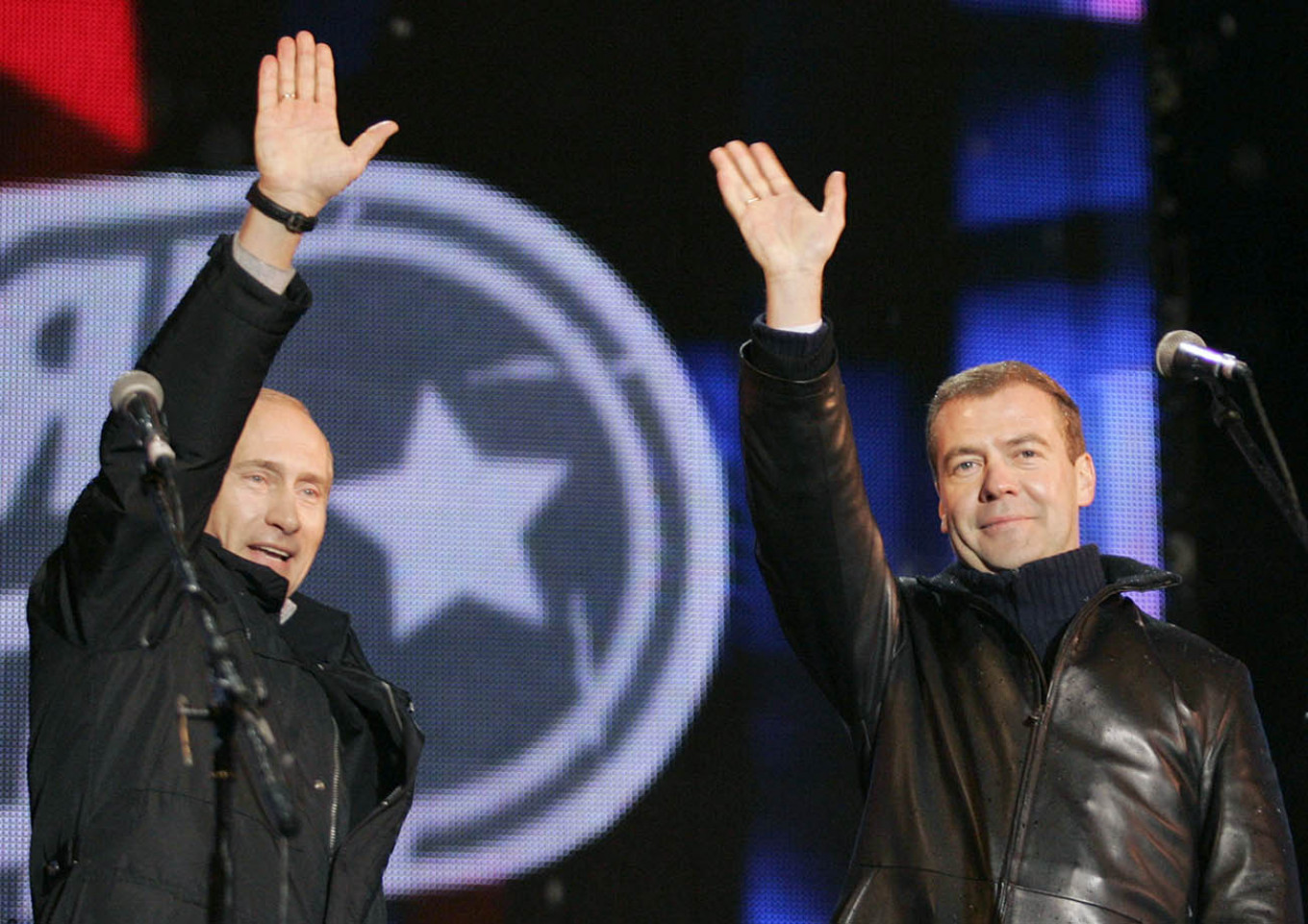
ميدفيديف مع بوتين في يوم الانتخابات في 2 آذار 2008

انتخب ميدفيديف رئيسا لروسيا في 2 مارس 2008. وأعطت النتائج النهائية للانتخابات له 70.28٪ (52530712) من الأصوات حيث كانت نسبة المشاركة 69.78٪ من الناخبين المسجلين. تلقى المتنافسين الرئيسيين، غينادي زيوغانوف وفلاديمير جيرينوفسكي 17.72٪ و 9.35٪ على التوالي. وكانت ثلاثة أرباع أصوات الناخبين لميدفيديف آتية من مؤيدي بوتين. وفقا للاستطلاعات، لو كان بوتين وميدفيديف متنافسين في الترشح للرئاسة في الانتخابات نفسها، لكان ميدفيديف قد تلقى 9٪ فقط من الأصوات. عموماً، نظراً لهيمنة حزب روسيا المتحدة شبه الكاملة على السياسة الروسية فقد تم الجزم بأن ميدفيديف قد انتزع على نحو فعال الرئاسة عندما تم ترشيحه عن هذا الحزب.عدالة الانتخابات تم متابعتها من قبل مراقبين ومختصين دوليين. وذكر أندرياس غروس، رئيس الجمعية البرلمانية لمجلس أوروبا (PACE) أن الانتخابات «لم تكن حرة ولا نزيهة». وعلاوة على ذلك، العدد القليل من مراقبي الانتخابات الغربيين اشاروا إلى عدم المساواة في تسجيل المرشحين وإساءة استخدام الموارد الإدارية لصالح ميدفيديف كالسماح له بتغطية تلفزيونية شاملة. المبرمج الروسي شبيلكين قام بتحليل نتائج انتخاب ميدفيديف وجاء إلى إستنتاج مفاده أن النتائج كانت مزورة من قبل اللجان الانتخابية. ومع ذلك، بعد تصحيح نسبة معامل التزوير المزعومة، ميدفيديف بقي فائزاً لكن بنسبة 63٪ من الأصوات بدلا من 70٪. ووفقا لجون ويلرتون، الانتخابات الرئاسية لعام 2008 وتنصيب ميدفيديف «يمثل لحظة غير مسبوقة في تاريخ روسيا لأكثر من ألف عام، باعتباره الرئيس البالغ من العمر 55 عاماً القوي سياسياً وصحياً يحول وعن طيب خاطر القوة إلى قائد اخر بمثل قوته». في وقت الانتخابات، كان بوتين في ذروة شعبيته. نظرا لكونه لديه أغلبية كبيرة تابعة له في مجلس الدوما، بوتين كان يمكنه بسهولة القيام بتعديل الدستور للسماح لنفسه بفترة رئاسية ثالثة على التوالي ولكن لم يفعل ذلك.

## الرئاسة (12-2008)

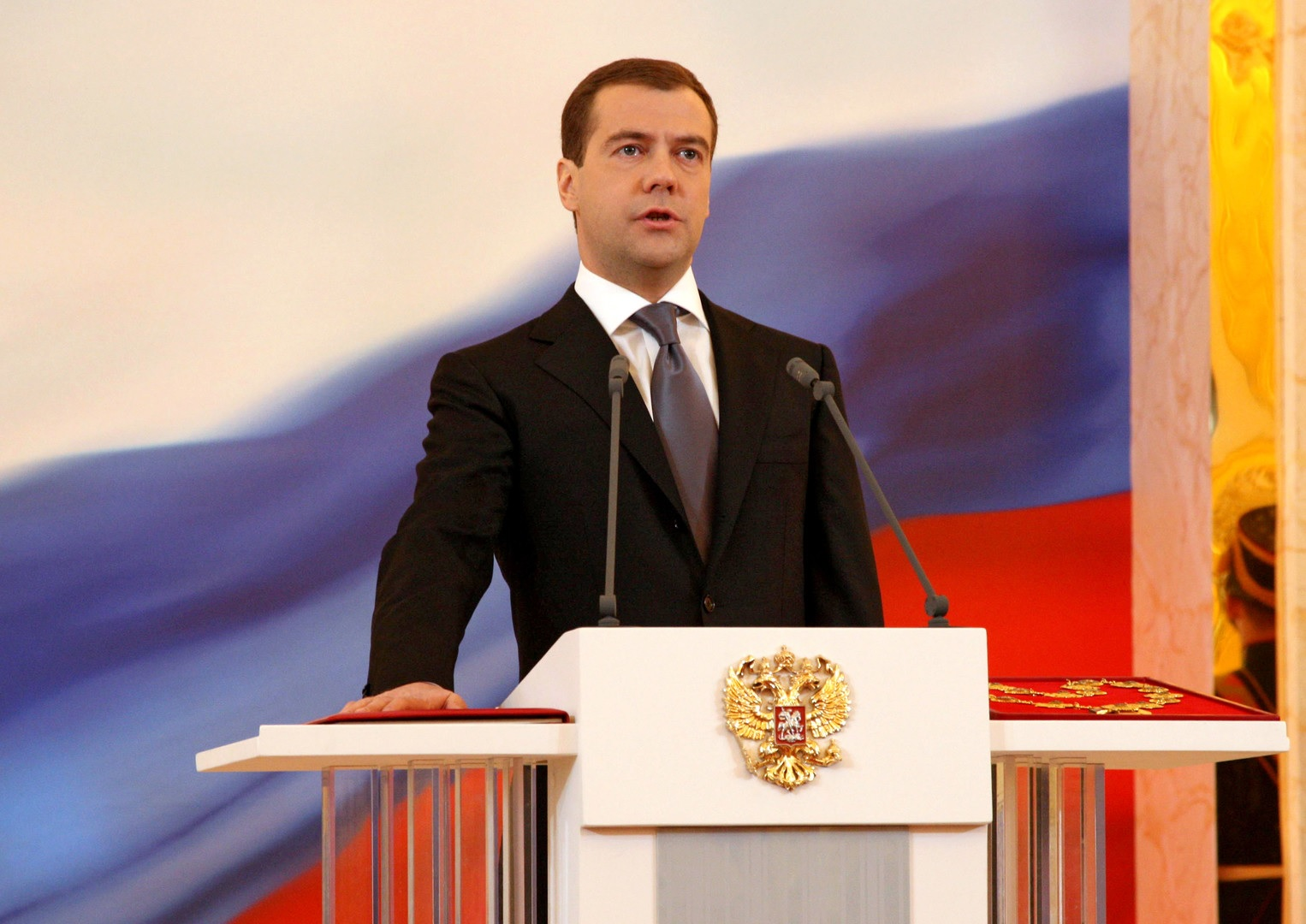
ميدفيديف يؤدي اليمين الدستورية لتسلم الرئاسة في الكرملين في 7 أيار 2008

### استلام السلطة
في 7 مايو 2008، أدى ديمتري ميدفيديف القسم ليصبح الرئيس الثالث للاتحاد الروسي في حفل أقيم في قصر الكرملين الكبير. وبعد تأدية اليمين الدستورية، تلقى سلسلة ذهبية من النسور برأسين ترمز إلى الرئاسة، وقال: «أعتقد أن أهم أهدافي هي حماية الحريات المدنية والاقتصادية ويجب علينا الكفاح من أجل الاحترام الحقيقي للقانون والتغلب على العدمية القانونية، التي تعوق بشكل خطير التنمية الحديثة.»
مراسم تنصيبه تزامنت مع الاحتفال بيوم النصر في 9 مايو. حيث حضر العرض العسكري في الساحة الحمراء ووقع مرسوما لتوفير السكن لقدامى المحاربين.

### توزيع المناصب

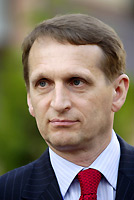
سيرغي ناريشكين

في 8 مايو 2008، عين ديمتري ميدفيديف فلاديمير بوتين رئيساً لوزراء روسيا كما وعد خلال حملته الانتخابية. وتمت الموافقة على ترشيحه من مجلس الدوما بأغلبية واضحة بنسبة 392-56، حيث كان نواب الحزب الشيوعي هم الوحيدون الذين صوتوا ضد هذا الترشيح.
في 12 مايو 2008، اقترح بوتين قائمة أسماء تشكيلة حكومته الجديدة التي وافق عليها ميدفيديف. معظم الأشخاص بقوا في نفس مناصبهم التي كانوا فيها في فترة رئاسة بوتين ولكن هناك العديد من التغييرات البارزة. تم استبدال وزير العدل فلاديمير اوستينوف بألكسندر كونوفالوف. تم استبدال وزير الطاقة فيكتور خريستينكو بسيرجي شماتكو. وزير الاتصالات، ليونيد ريمان تم استبدال بايجور شيغوليف. فيتالي موتكو تولى منصب وزير الرياضة والسياحة والشباب وكان هذا المنصب قد أُحدث مؤخراً.
في الإدارة الرئاسية استبدل ميدفيديف سيرجي سوبيانين بسيرجي ناريشكين على رأس الإدارة. تم استبدال رئيس جهاز الأمن الاتحادي، نيكولاي باتروشيف، بالكسندر بورتنيكوف. وأصبح أركادي دفوركوفيتش مستشاراً اقتصادياً لميدفيديف وناتاليا تيماكوفا الملحق الصحفي له أصبحت جزءاً من الفريق الأساسي التابع للرئيس.و أصبح كونستانتين تشويتشينكو -زميل ميدفيديف القديم من أيام الدراسة- مساعداً شخصياً له.
وكان ميدفيديف يحرص على عدم الإخلال بالتوازن المتعلق بتضمين فصائل مختلفة في الإدارة الرئاسية وفي الحكومة. ومع ذلك، فإن تأثير عناصر الحرس القديم أو ما يعرف بسيلوفيكي (Siloviki) ضعفت بعد تنصيب ميدفيديف للمرة الأولى منذ 20 عاما. وعوضاً عنها، أنشأ ميدفيديف في ما يسمى بسيليفيكي (civiliki)، وهي شبكة من علماء القانون المدني في سان بطرسبرج حيث فضلهم ميدفيديف للمناصب العليا 

### قاعدة الوقوف جنباً إلى جنب

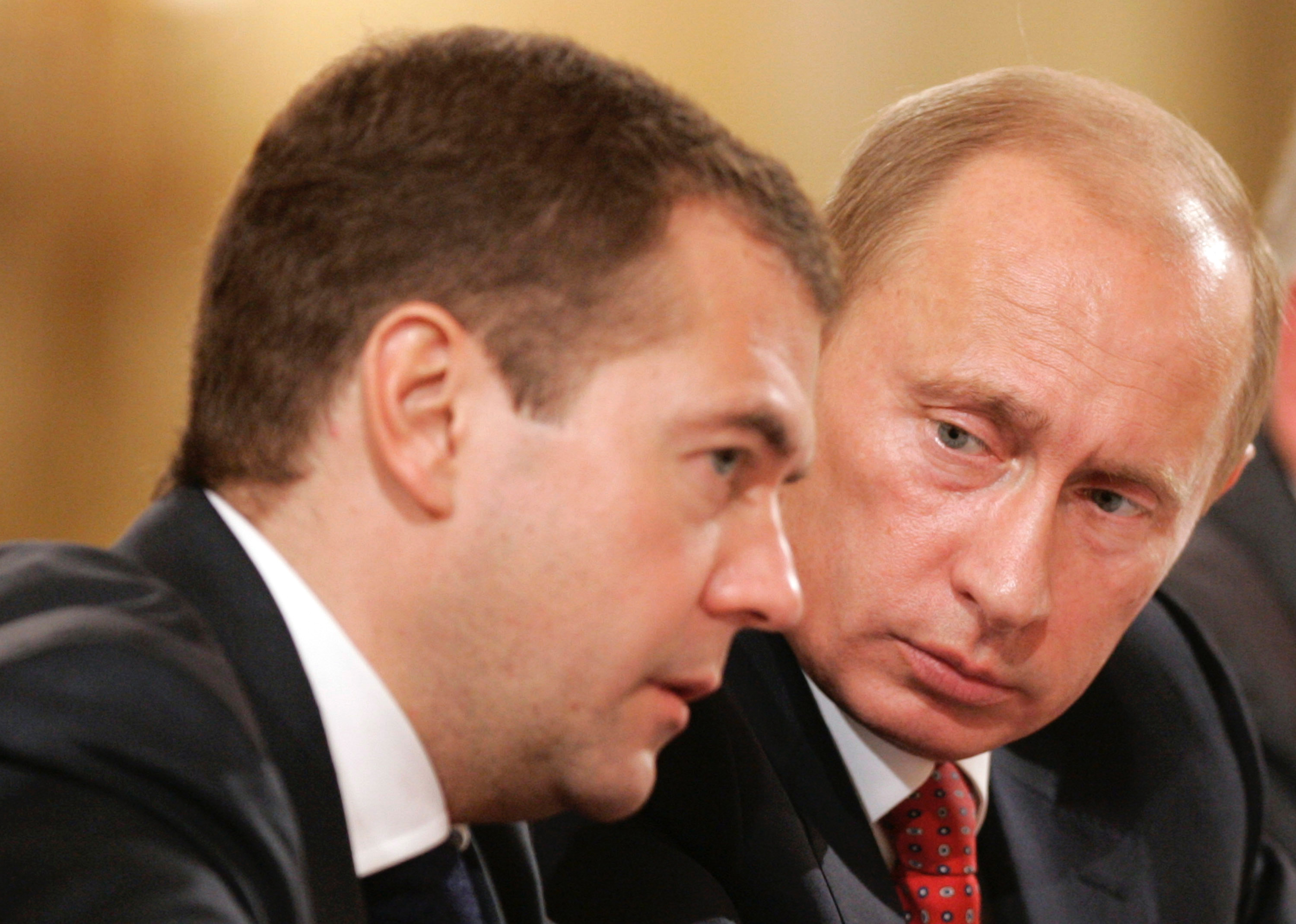
ميدفيديف و بوتين (2008)

منذ أن استلم ميدفيديف مهامه، كانت طبيعة رئاسته وعلاقته مع فلاديمير بوتين تخضع لتحليلات وسائل الاعلام بشكل كثيف. في حالة فريدة من نوعها في التاريخ السياسي للاتحاد الروسي، يحيط الرئيس القوي دستوريا رئيس وزراء ذو تأثير كبير (بوتين) والذي بقي السياسي الأكثر شعبية في البلاد. كان رؤساء الوزراء السابقين يظهرون ما يشبه التبعية الكاملة للرئيس ولم يتمتع أي منهم بموافقة عامة قوية، باستثناء الفترة التي كان فيها بوتين رئيسا للوزراء (1999-2000) تحت رئاسة بوريس يلتسين. سارع الصحفيون لإطلاق اسم السلطة التنفيذية المزدوجة على النظام الجديد حيث ميدفيديف وبوتين سميا «الحاكمين جنباً إلى جنب».
وقال دانيال ترييسمان أنه في وقت مبكر من رئاسة ميدفيديف، أبدى بوتين استعداد لفك الارتباط وبدأ في الانسحاب إلى الخلفية. في السنة الأولى من رئاسة ميدفيديف، وقع حادثان خارجيان هددا روسيا هما الأزمة المالية وحرب اوسيتيا الجنوبية عام 2008 حيث غيرت هذه الأحداث مخططات بوتين وتسببت في عودته للواجهة بدور أقوى في السياسة الروسية.

### الأحداث الخارجية الرئيسية

#### حرب اوسيتيا الجنوبية في 2008

العمليات العسكرية خلال حرب أوتيسيا الجنوبية

الصراع بين جورجيا والمناطق الانفصالية لاوسيتيا الجنوبية وابخازيا، والتي كانت تدعمها روسيا منذ فترة طويلة، تصاعدت خلال صيف عام 2008. وفي ليلة 07-08 أغسطس، شنت جورجيا هجوماً مفاجئاً، في عملية أطلق عليها اسم «عملية تنظيف الميدان» ضد أوسيتيا الجنوبية شارك فيها 10,000-11,000 جندي و 75 دبابة. عدد من قوات حفظ السلام الروسية قتلوا في الهجوم، بالإضافة للعديد من سكان أوسيتيا الجنوبية الذين يحملون الجنسية الروسية.
في وقت الهجوم، كان ميدفيديف في إجازة وبوتين كان يحضر حفل افتتاح دورة الألعاب الأولمبية في بكين عام 2008. [55] وفي حوالي الساعة 1:00 صباحا يوم 8 أغسطس، عقد ميدفيديف محادثة هاتفية مع وزير الدفاع اناتولي سيرديوكوف. ومن المرجح أنه خلال هذه المحادثة، أذن ميدفيديف استخدام القوة ضد جورجيا  وفي اليوم التالي، أصدر ميدفيديف بيانا، قال فيه: «الليلة الماضية، ارتكبت القوات الجورجية ما يرقى إلى عمل من أعمال العدوان ضد قوات حفظ السلام الروسية والسكان المدنيين في أوسيتيا الجنوبية؛ وفقا للدستور والقوانين الاتحادية، وكرئيس للاتحاد الروسي من واجبي حماية أرواح وكرامة المواطنين الروس أينما كانوا. ومن هذه الظروف التي تملي الخطوات التي سوف نتخذها الآن. لن نسمح بمقتل مواطنينا دون عقاب. ان مرتكبي هذه الجريمة سيتلقون العقاب الذي يستحقونه.»

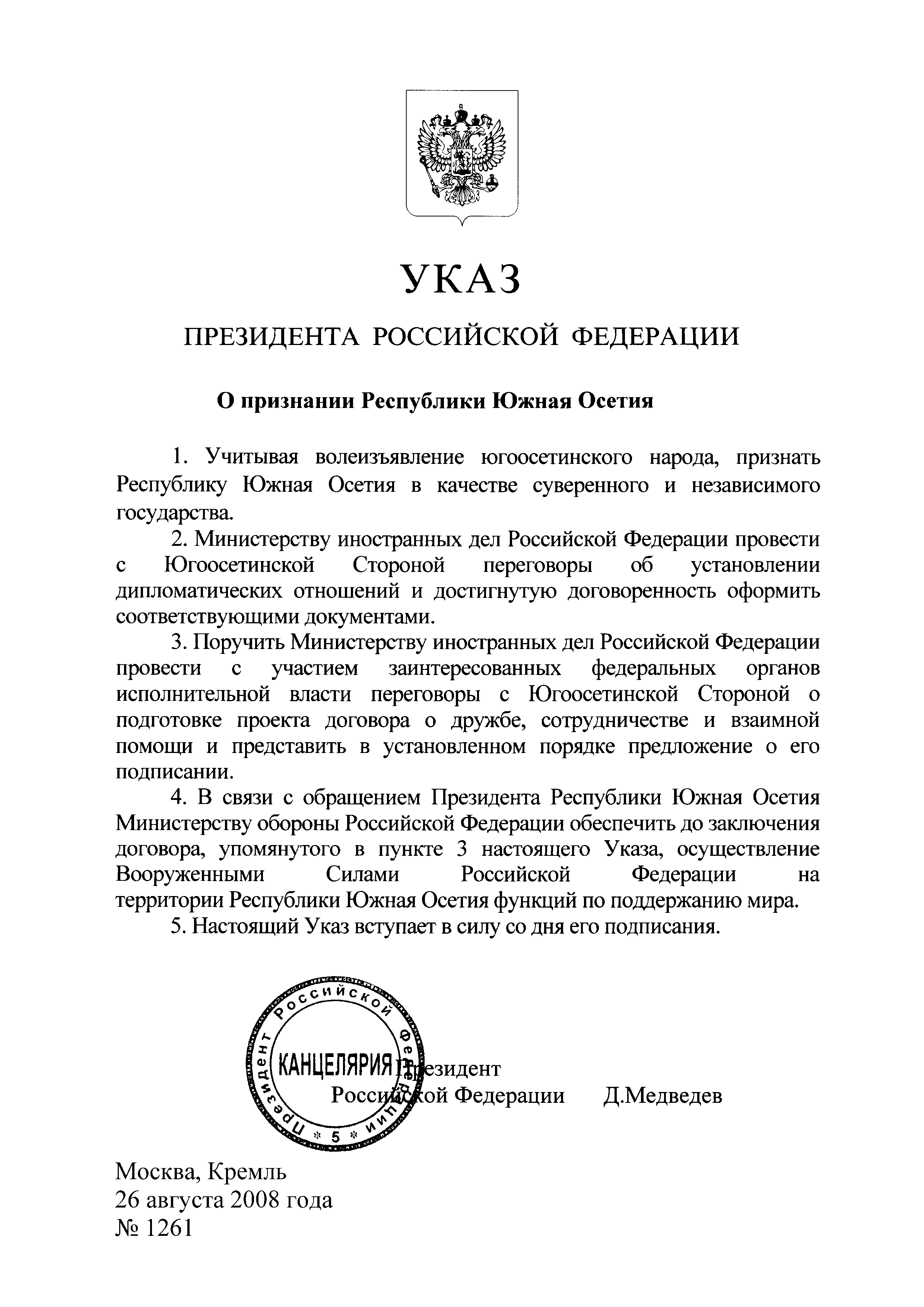
نص القانون الذي يقر باستقلال اوتيسيا الجنوبية كما جاء باللغة الروسية.

في الساعات الأولى من صباح 8 أغسطس، شنت القوات العسكرية الروسية هجوما مضاداً ضد القوات الجورجية. بعد خمسة أيام من القتال العنيف، تم إخراج كافة القوات الجورجية من اوسيتيا الجنوبية وابخازيا. في 12 أغسطس، أعلن ميدفيديف نهاية العملية العسكرية الروسية، بعنوان «عملية إجبار جورجيا على السلام». في وقت لاحق من نفس اليوم، عقد اتفاق سلام بين الأطراف المتحاربة بإشراف رئيس فرنسا والاتحاد الأوروبي، نيكولا ساركوزي. في 26 آب وقع ميدفيديف مرسوما يعترف باوسيتيا الجنوبية وأبخازيا كدولتين مستقلتين بإجماع مجلس الدوما. تكلفة الصراع لمدة خمسة أيام كانت 48 جنديا روسيا، بينهم 10 من قوات حفظ السلام، في حين كانت خسائر جورجيا 170 جنديا و 14 شرطيا.
كان الرأي العام الروسي من التدخل العسكري إيجابي على نطاق واسع، ليس فقط بين أنصار الحكومة، ولكن في جميع أنحاء الطيف السياسي. شعبية ميدفيديف ارتفعت بنحو 10 نقاط مئوية لتصل إلى أكثر من 70٪، وذلك بسبب ما اعتبر تعامله الفعال مع الحرب. على الرغم من أنه كان لبوتين أيضا دورا ملحوظاً خلال الصراع، حيث عاد مسرعاً إلى روسيا تاركاً دورة الالعاب الاولمبية في بكين للقاء اللاجئين القادمين من منطقة الصراع، لكن ميدفيديف هو من اتخذ القرارات الرئيسية، وسمح باستخدام القوة وقيادة مفاوضات السلام.

#### الأزمة الاقتصادية 9-2008
في سبتمبر 2008، تعرضت روسيا لتداعيات الأزمة المالية العالمية. قبل هذا، كان المسؤولون الروس، مثل وزير المالية الكسي كودرين يعتقدون أن روسيا ستكون آمنة، وذلك بسبب الوضع المستقر للاقتصاد الكلي، والاحتياطيات الضخمة التي تراكمت خلال سنوات من النمو. لكن على الرغم من هذا، أثبت الركود الذي حصل أنه الأسوأ في تاريخ روسيا، وانخفض الناتج المحلي الإجمالي للبلاد بنسبة تزيد على 8٪ في عام 2009. وكانت استجابة الحكومة استخدام أكثر من تريليون روبل (أكثر من 40 مليار $ دولار أمريكي) لمساعدة البنوك المتعثرة، وبدأ برنامج التحفيز على نطاق واسع، وتم إقراض 50 مليار $ للشركات المتعثرة. لم يحدث انهيار لأي بنوك كبرى، وتم التعامل مع المشاكل الطفيفة بطريقة فعالة. استقر الوضع الاقتصادي في عام 2009، ولكن النمو الإقصتادي لم يستأنف بشكل واضح حتى عام 2010. انخفضت شعبية ميدفيديف خلال الأزمة، حيث انخفضت من 83٪ في سبتمبر 2008 إلى 68٪ في نيسان 2009، قبل أن تعود إلى 72٪ في أكتوبر 2009 بعد التحسينات التي طرأت على الاقتصاد. وفقا لبعض المحللين، فإن الأزمة الاقتصادية، جنبا إلى جنب مع حرب اوسيتيا الجنوبية عام 2008، سببت تأخر برنامج ميدفيديف الليبرالي.حيث بدلاً من إطلاق الإصلاحات والبدء بالبرنامج، كان على الحكومة والرئاسة تركيز جهودها على اجراءات مكافحة الازمات الحالية والتعامل مع الآثار المترتبة على السياسات الخارجية للحرب.

### السياسة المحلية

#### الاقتصاد

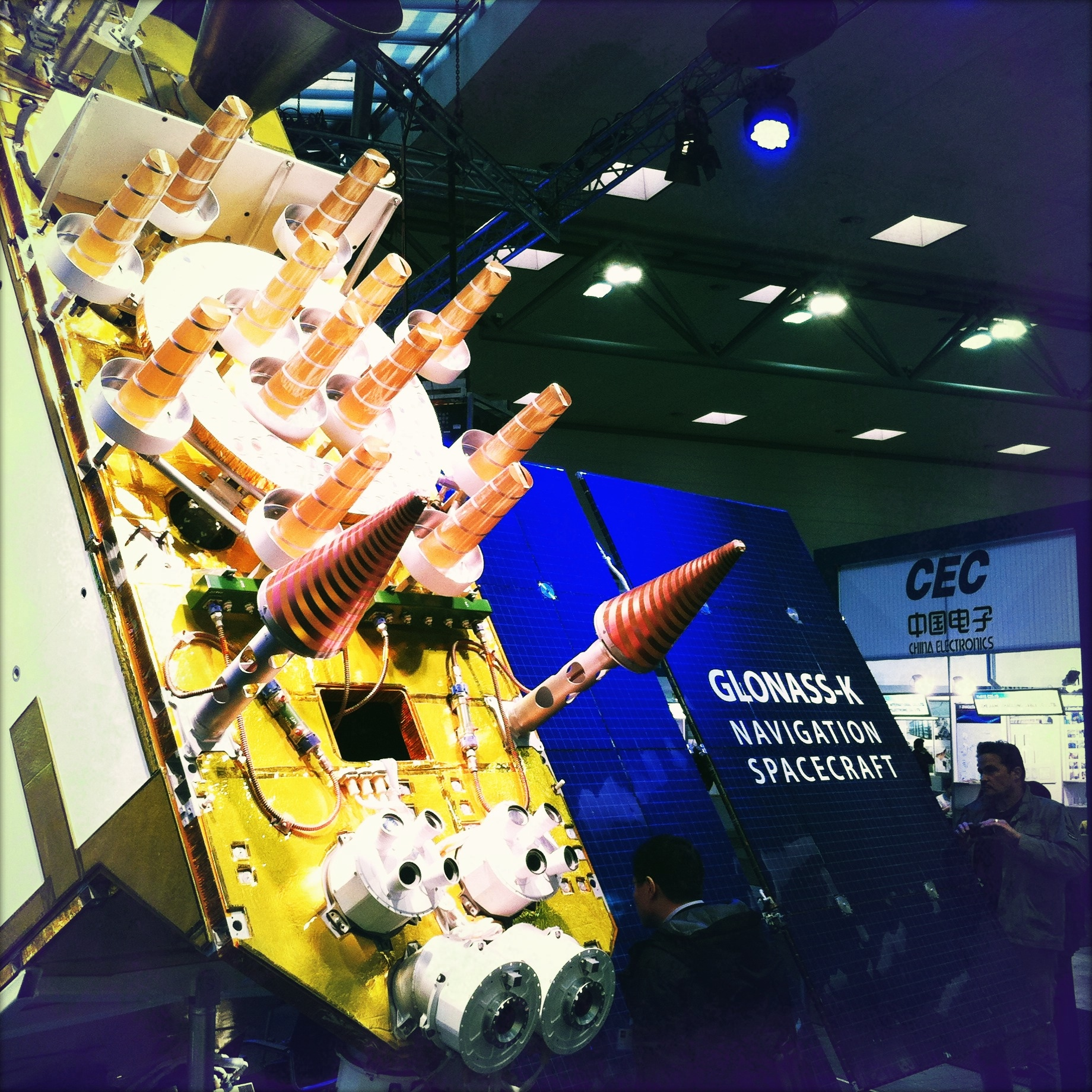
تصميم لقمر صناعي تابع لمنظومة غلوناس الملاحية. اهتم ميدفيديف بشكل كبير في تطوير روسيا من الناحية التكنولوجية

في المجال الاقتصادي، أطلق ميدفيديف برنامج التحديث الذي يهدف إلى تحديث الاقتصاد والمجتمع الروسي، وخفض اعتماد البلاد على عائدات النفط والغاز وخلق اقتصاد متنوع قائم على التكنولوجيا العالية والابتكار. ويستند البرنامج على خمس أولويات للتنمية التكنولوجية في البلاد:
1. كفاءة استخدام الطاقة.
2. التكنولوجيا النووية.
3. تكنولوجيا المعلومات.
4. التكنولوجيا الطبية والأدوية
5. وتكنولوجيا الفضاء والاتصالات.[86]

بالنسبة لميدفيديف، أصبح برنامج التحديث واحدة من الأجندات الأكثر أهمية خلال فترة رئاسته.
في نوفمبر 2010، في خطابه السنوي أمام الجمعية الاتحادية أكد ميدفيديف على مزيد من خصخصة الأصول المملوكة للدولة والتي لا تحتاجها الدولة سواء على المستوى الاتحادي والإقليمي، وأن مناطق روسيا الغير أساسية يجب أن يتم بيعها للقطاع الخاص للمساعدة في الإنفاق من صندوق ما بعد الأزمة. وقال ميدفيديف المال الوارد من الخصخصة يجب أن يستخدم للمساعدة في تحديث الاقتصاد، وينبغي أن تُكافأ المناطق لإيجاد مصادرها الخاصة من النقد.
جعل ميدفيديف الابتكار التكنولوجي واحداً من الأولويات الرئيسة لرئاسته. في مايو 2009، أنشأ ميدفيديف اللجنة الرئاسية للابتكار، والتي قال أنه سيكون مسؤول عنها شخصياً ويشرف على عملها بشكل شهري. وتضم اللجنة تقريباً الحكومة الروسية بأكملها بالإضافة لبعض من أفضل المفكرين من الأوساط الأكاديمية والتجارية. وقال ميدفيديف أيضا أن الشركات التابعة للدولة سيتم حتماً خصخصتها، وعلى الرغم من أن الدولة قد زادت دورها الاقتصادي في السنوات الأخيرة، فهذا ينبغي أن يظل خطوة مؤقتة.
في 7 أغسطس 2009، أوعز ديمتري ميدفيديف إلى المدعي العام يوري شايكا، ورئيس مديرية التدقيق من الإدارة الرئاسية الروسية، كونستانتين تشويشينكو، لسبر عمل كبرى الشركات التابعة للدولة، وهو شكل مميز للغاية وجديد من التنظيم روج له في وقت سابق من قبل الرئيس بوتين.
في يونيو 2010، زار مقر تويتر في وادي السيليكون معلنا عن مهمة لجلب المزيد من الابتكار التكنولوجي وإستثماره في روسيا.

#### إصلاح الشرطة
جعل ميدفيديف إصلاح إنفاذ القانون في روسيا في صدارة جدول أعماله. بدأ ميدفيديف الإصلاح في نهاية عام 2009، مصدراً مرسوماً رئاسياً في 24 ديسمبر يأمر الحكومة بدأ التخطيط للإصلاح. في أوائل أغسطس 2010، تم نشر مشروع القانون على شبكة الإنترنت على العنوان www.zakonoproekt2010.ru للمناقشة العامة. حاز الموقع على شهرة واسعة، ونُشِرَ فيه أكثر من 2000 تعليق خلال 24 ساعة من افتتاحه. وبناء على ردود أفعال المواطنين، طرأت العديد من التعديلات على مشروع القرار. في 27 تشرين الأول عام 2010، قدم الرئيس ميدفيديف مشروع القانون إلى مجلس النواب في البرلمان الروسي مجلس الدوما الذي بدوره صوت بالموافقة على مشروع القانون في 28 كانون الثاني 2011، يليه مجلس الاتحاد في 2 فبراير 2011. وفي 7 فبراير 2011، وقع الرئيس ميدفيديف على مشروع القانون ليصبح قانوناً. وبدأ التنفيذ في 1 مارس 2011.
في إطار الإصلاح، تم زيادة رواتب ضباط الشرطة الروسية بنسبة 30٪، وخفض موظفي وزارة الداخلية وتم تحول التمويل والقضاء المتعلق بالشرطة ليتخذ شكلاً مركزياً. وقد خصص حوالي 217 مليار روبل (7000000000 $) من الموازنة العامة الاتحادية للإطار الزمني 2012-2013 لإصلاح الشرطة.

#### حملة مكافحة الفساد

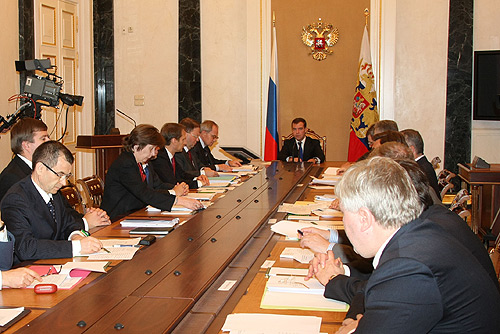
ميدفيديف يترأس اجتماع لجنة حملة مكافحة الفساد في 30 أيلول 2008

كانت محاربة الفساد واحدة من النقاط الرئيسة لرئاسة ميدفيديف. في 19 مايو 2008، وقع ميدفيديف مرسوما بشأن تدابير مكافحة الفساد، والتي شملت إنشاء مجلس لمكافحة الفساد  في الاجتماع الأول للمجلس في 30 سبتمبر 2008، قال ميدفيديف: «سأكرر قول شيء بسيط، ولكنه مؤلم جدا. الفساد في بلدنا أصبح متفشياً. لقد أصبح شائعاً ويميز حياة المجتمع الروسي.»
في يوليو 2008، تم نشر الخطة الوطنية لمكافحة الفساد التي وضعها ميدفيديف في صحيفة روسيسكايا غازيتا الرسمية. واقترح تدابير ترمي إلى جعل العقوبات للفساد أشد، مثل التشريع لحرمان موظفي الدولة والبلديات الذين يرتكبون جرائم الفساد الصغيرة وجعلها واجبة على المسؤولين لتقرير الفساد. أمرت خطة الحكومة لإعداد تشريعات مكافحة الفساد بناء على هذه الاقتراحات. سمي ذلك بالحركة المضادة للفساد وتم إقراره كقانون في 25 ديسمبر 2008 ضمن القانون الاتحادي وفق الرقم N 273-FZ. [87] البروفيسور ريتشارد ساكوا قال معلقاً: «روسيا الآن على الأقل لديها تشريعات مضادة للفساد بشكل جدي، ولو أنها غير فعالة كثيراً، وهذا بحد ذاته يعتبر انجازاً, على الرغم من أن النتائج الأولية كانت ضئيلة.»
وارتفعت درجة روسيا في مؤشر مدركات الفساد من 2.1 في 2٬008 إلى 2,2 في عام 2009، الأمر الذي «يمكن أن يفسر على أنه استجابة إيجابية على الحزمة المعتمدة حديثا من تشريعات مكافحة الفساد التي بدأها وعززها الرئيس ميدفيديف والذي أقره مجلس الدوما في ديسمبر 2008»، وفقا لتقرير منظمة الشفافية الدولية في 2009.
في 13 نيسان 2010، وقع ميدفيديف مرسوماً رئاسياً رقم 460 الذي قدم الإستراتيجية الوطنية لمكافحة الفساد، وسياسة الحكومة النظيفة، في حين يتم تحديث الخطة كل سنتين. وتنص الإستراتيجية الجديدة على زيادة الغرامات، وزيادة الرقابة العامة على الميزانيات الحكومية والبحوث الاجتماعية. ووفقا لجورجي ساتاروف، رئيس مركز انديم للابحاث، معلقاً على المرسوم: «ربما يعكس هذا المرسوم إحباط ميدفيديف مع حقيقة أن خطة 2008 لم تسفر عن نتائج تذكر».
في يناير 2011، اعترف الرئيس ميدفيديف بأن الحكومة قد فشلت حتى الآن في إتخاذ تدابير لمكافحة الفساد.
في 4 مايو 2011، واصل ميدفيديف جهوده لمكافحة الفساد من خلال التوقيع على القانون الاتحادي بشأن التعديلات على القانون الجنائي وقانون الجرائم الإدارية للاتحاد الروسي لتحسين حالة إدارة مكافحة الفساد. مشروع قانون رفع الغرامات عن الفساد ليصل إلى 100 مرة ضعف مبلغ الرشوة الحاصلة، وعين الحد الأقصى للغرامة ليكون 500 مليون روبل (18.3 مليون $).

#### التعليم
بدأ الرئيس ميدفيديف سياسة جديدة تسمى «مدرستنا الجديدة» وأوعز إلى الحكومة تقديم تقرير حول تنفيذ المبادرة في كل عام.

#### تطوير النظام السياسي

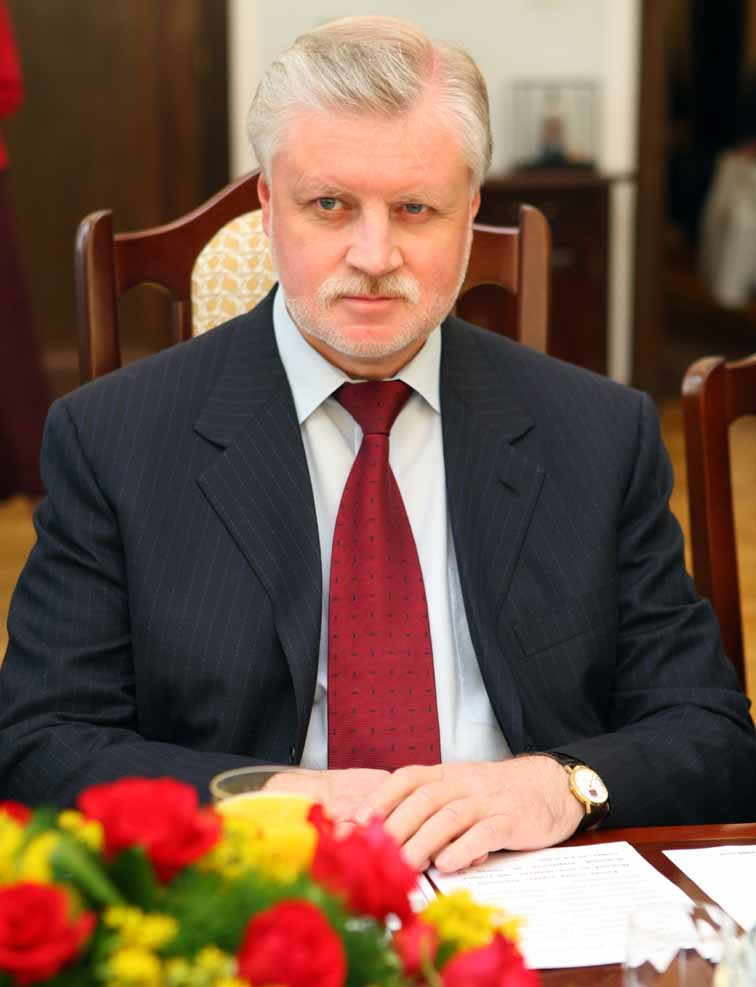
سيرغي ميروناو من حزب روسيا العادلة. كان من أشد المنتقدين للانتخابات.

بعد الانتخابات الإقليمية التي عقدت في 1 مارس 2009 وجهت اتهامات حول استخدام الموارد الإدارية لدعم مرشحي روسيا المتحدة، وبشكل خاص وجهت الاتهامات لزعيم حزب روسيا العادلة، سيرغي ميرونوف. ورداً على ذلك، التقى ميدفيديف مع رئيس لجنة الانتخابات المركزية في روسيا، فلاديمير تشوروف، ودعا إلى الاعتدال في استخدام الموارد الإدارية. وفي أغسطس عام 2009، وعد ميدفيديف بكسر الموقف شبه المهيمن من قبل حزب روسيا المتحدة على الهيئات التشريعية الوطنية والإقليمية، مبينا أن «زمن ديمقراطية جديد قد بدأ». وعقدت الانتخابات الإقليمية التالية يوم 11 أكتوبر عام 2009، وفاز كل من روسيا المتحدة بنسبة 66٪ من الاصوات. ومرة أخرى انتقدت الانتخابات بقسوة لاستخدام الموارد الإدارية لصالح مرشحي روسيا المتحدة. قام نواب الحزب الشيوعي، والحزب الديمقراطي الليبرالي وحزب روسيا العادلة بالانسحاب في 14-15 أكتوبر 2009 نتيجة لذلك.
في 26 أكتوبر 2009، حذر رئيس الأركان الأول، فلاديسلاف سوركوف، من أن التجارب الديمقراطية يمكن أن تؤدي إلى المزيد من عدم الاستقرار، وأن المزيد من عدم الاستقرار «يمكن أن يمزق روسيا».
في 6 نوفمبر 2010، اعترض ميدفيديف على مشروع القانون الذي صدر مؤخرا والذي يكافح المظاهرات المناهضة للحكومة. مشروع القانون، الذي صدر يوم 22 أكتوبر، يحظر من سبق أن أدين بتنظيم مظاهرة جماهيرية غير مرخصة من الحصول على إذن لتنظيم مظاهرة.
في أواخر نوفمبر تشرين الثاني عام 2010، قدم ميدفيديف بيانا عاما حول الضرر الذي يلحق بالسياسة الروسية من خلال هيمنة حزب روسيا المتحدة. وادعى أن البلاد تواجه الركود السياسي.وقال أن: «هذا الركود هو ضار بالتساوي على كل من الحزب الحاكم وقوى المعارضة.»
وقال في نفس الخطاب إن الديموقراطية الروسية «ليست كاملة» ولكنها تتحسن. وذكر مراسلوا هيئة الإذاعة البريطانية في روسيا (BBC Russia) بأن هذا جاء في أعقاب السخط في الأوساط السياسية والمعارضة من أن السلطات، من وجهة نظرهم، تتحكم وتسيطر على العملية السياسية.

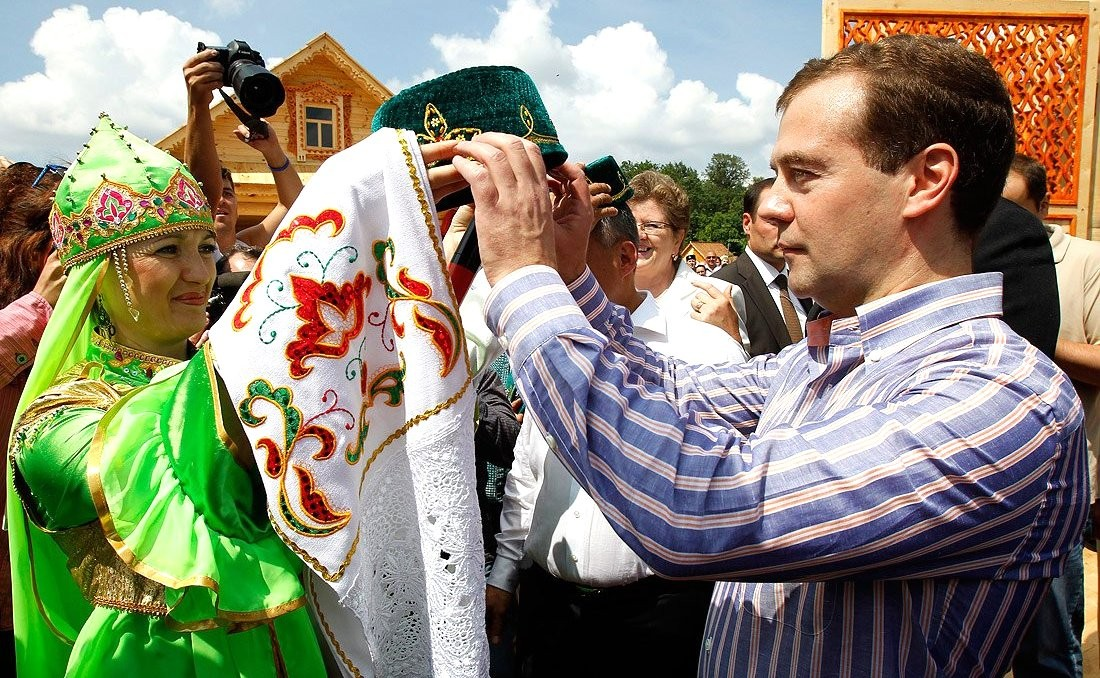
ميدفيديف في تترستان

في أول خطاب سنوي له ضمن البرلمان الروسي في 5 نوفمبر 2008، اقترح ميدفيديف تغيير الدستور الروسي من أجل زيادة فترة الرئاسة إلى ست سنوات وصلاحيات البرلمان من اربع إلى خمس سنوات.
في 8 مايو 2009، اقترح ميدفيديف على المجلس التشريعي تعديلا يتم بموجبه اقتراح رئيس المحكمة الدستورية ونوابه إلى البرلمان من قبل الرئيس بدلاً من انتخابهم من قبل القضاة، كما كان الحال سابقا وتم يوم 2 يونيو التوقيع على هذا القرار.
في مايو 2009 أنشأ ميدفيديف لجنة خاصة مكلفة بمنع «محاولات تزوير التاريخ» على حساب مصالح روسيا.
في خطاب ألقاه في 15 سبتمبر 2009، ذكر ميدفيديف أنه وافق على إلغاء الانتخابات الشعبية المباشرة لقادة المنطقة، لصالح تعيينهم بشكل أكثر فعالية من قبل الكرملين، وأضاف أنه لا يرى إمكانية للعودة إلى انتخابات مباشرة حتى في 100 سنة.

##### تنظيم الانتخابات

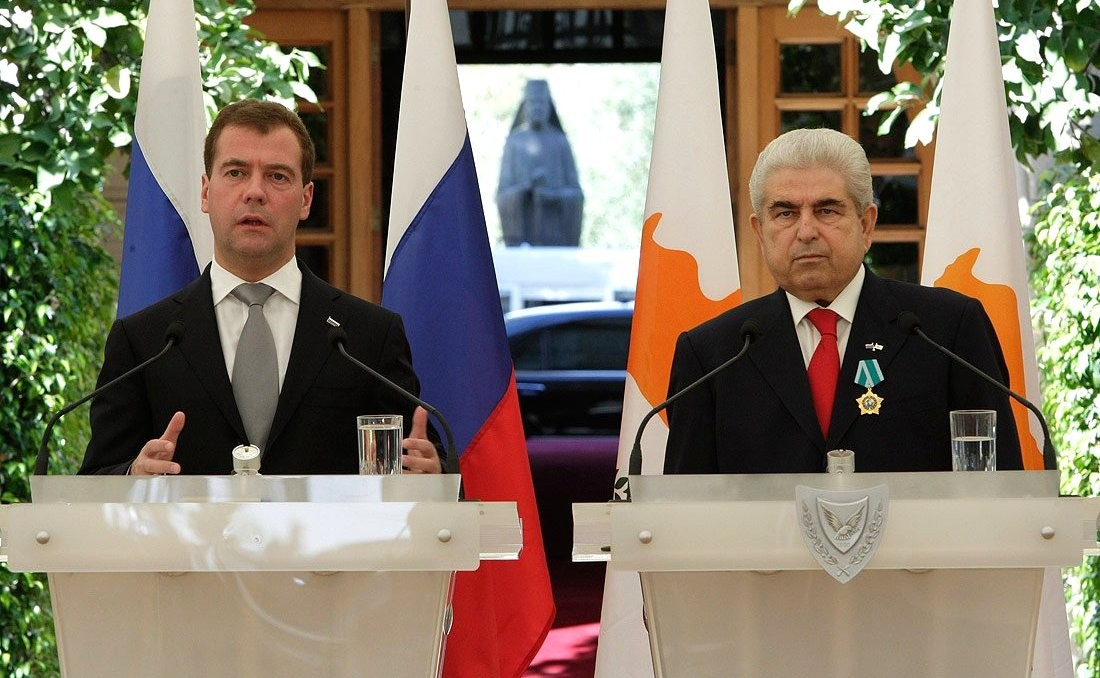
دميتري ميدفيديف في مؤتمر صحفي في قبرص عام 2010

في عام 2009، اقترح ميدفيديف تعديلا على قانون الانتخابات الذي من شأنه أن يقلل من عتبة انتخابات مجلس الدوما من 7٪ إلى 5٪. تم التوقيع على التعديل في القانون في ربيع 2009. الأطراف التي تحصل على أكثر من 5٪ ولكن أقل من 6٪ من الأصوات يمكنها ضمان مقعد واحد، في حين أن الأحزاب التي تحصل على أكثر من 6٪ ولكن أقل من 7٪ سوف تحصل على مقعدين. وسيتم تخصيص هذه المقاعد قبل تخصيص المقاعد للأحزاب مع دعم أكثر من 7٪.
وينص قانون الانتخابات الروسية أن الأطراف التي لديها ممثلون في مجلس الدوما لهم حرية وضع قائمة بأسماء المرشحين لانتخابات مجلس الدوما، في حين أن الأحزاب التي ليس لها تمثيل حالي تحتاج أولا إلى جمع التوقيعات. بموجب التعديلات 2009 بمبادرة من ميدفيديف، تم تخفيض كمية التوقيعات المطلوبة من 200,000 إلى 150,000 لانتخابات مجلس الدوما 2011.أما في الانتخابات اللاحقة، يكفي 120,000 من التوقيعات.
ورداً على أكبر المظاهرات منذ نهاية الاتحاد السوفيتي -رصدت في أكثر من 60 مدينة في جميع أنحاء روسيا في أوائل ديسمبر 2011 والتي جاءت ردا على نطاق واسع من الانتهاكات المزعومة في الانتخابات البرلمانية ومنع الأحزاب المعارضة منها - وقد أمر الرئيس ميدفيديف علنا التحقيق في تقارير الاحتيال.

#### السياسة الخارجية

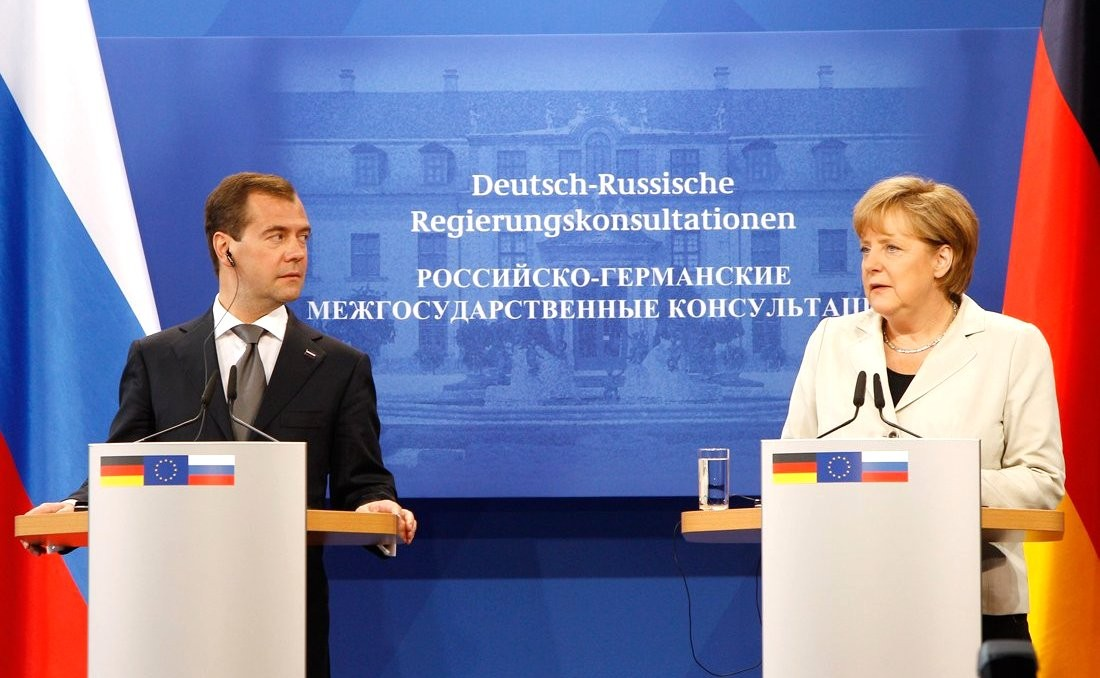
دميتري ميدفيديف و أنجيلا ميركل (2011)

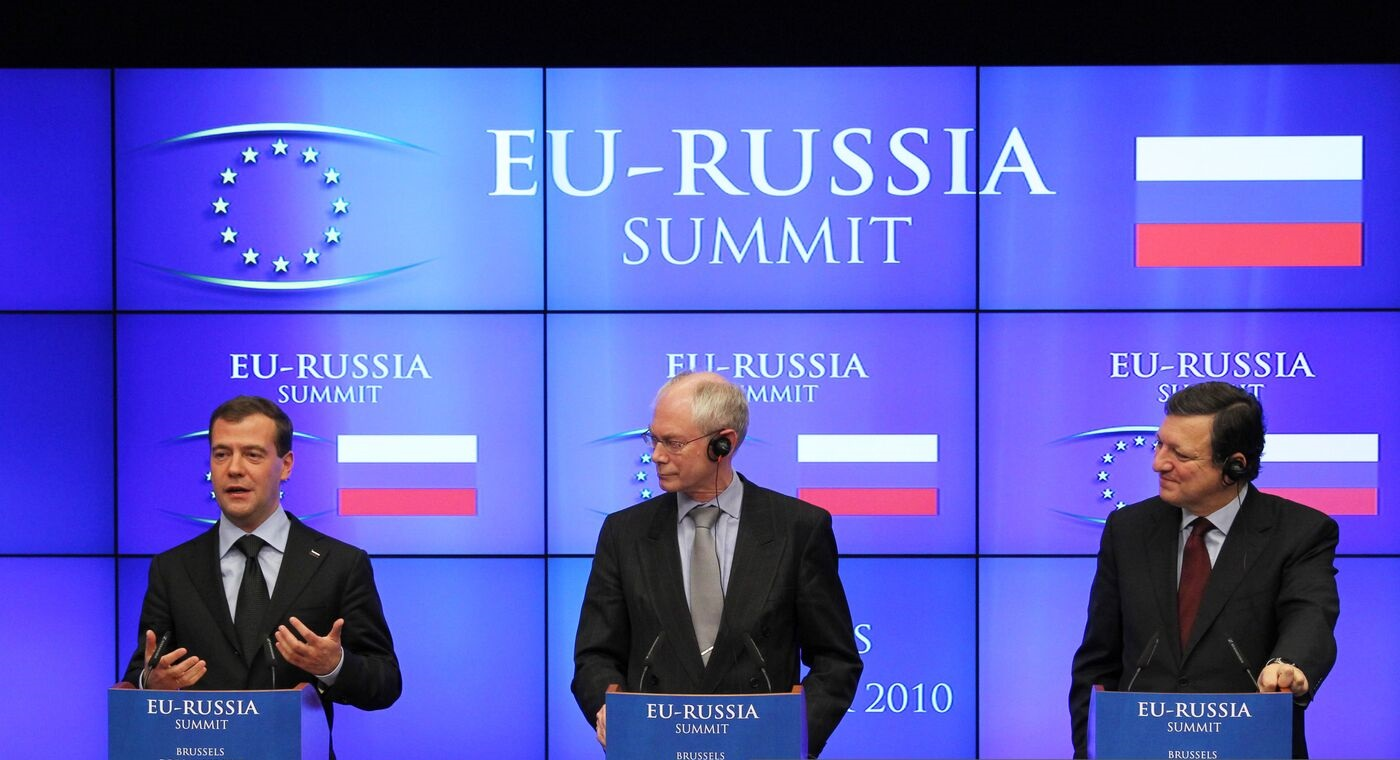
ميدفيديف مع رئيس مجلس الاتحاد الأوروبي في 7 كانون الأول 2010

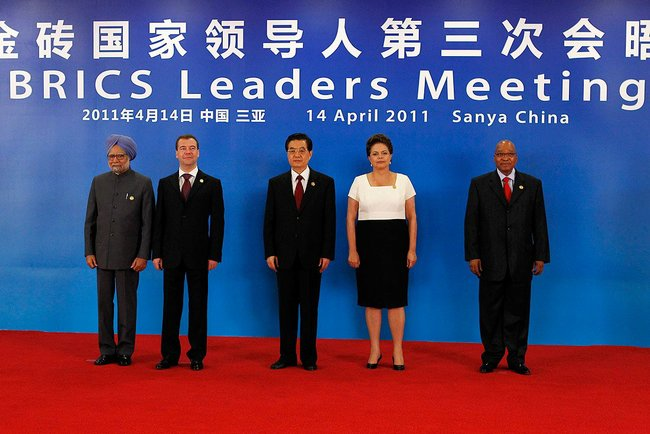
رؤساء دول البريكس في الاجتماع الذي عقد في الصين في 2011

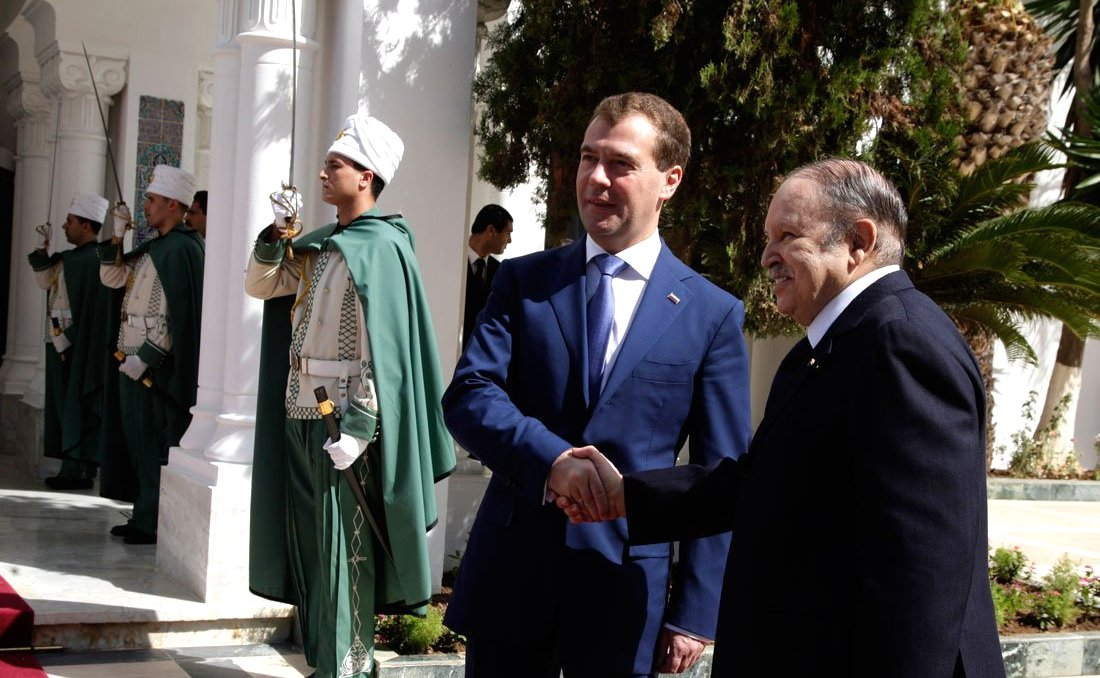
دميتري ميدفيديف مع رئيس الجزائر عبد العزيز بو تفليقة

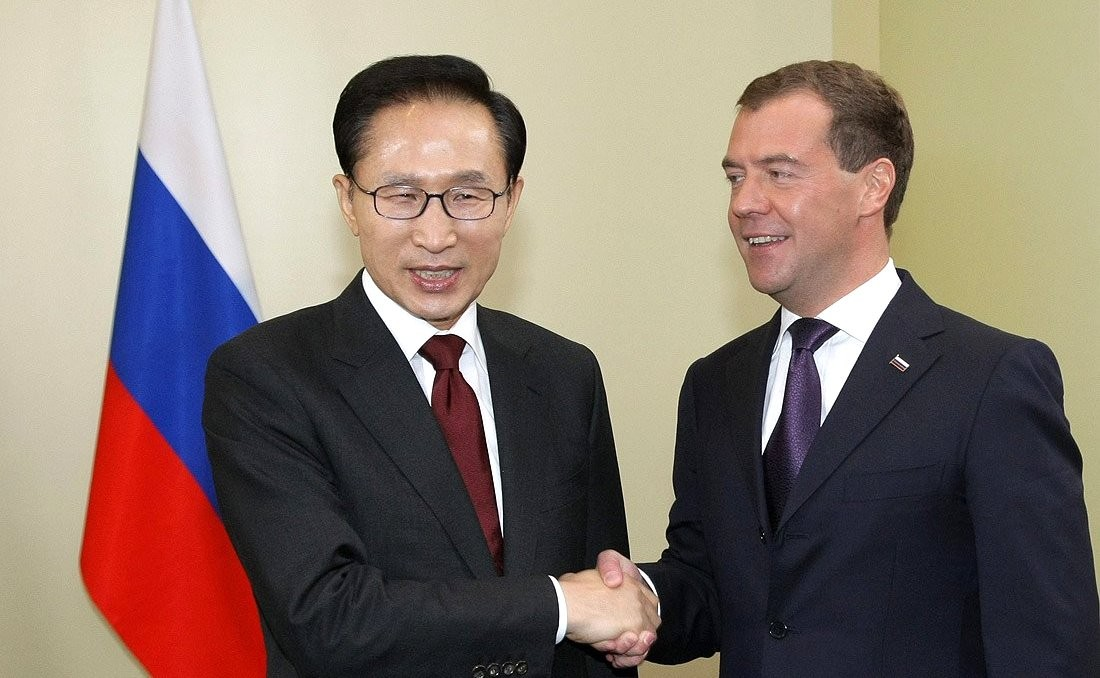
دميتري ميدفيديف و رئيس كوريا الجنوبية لي ميونغ باك

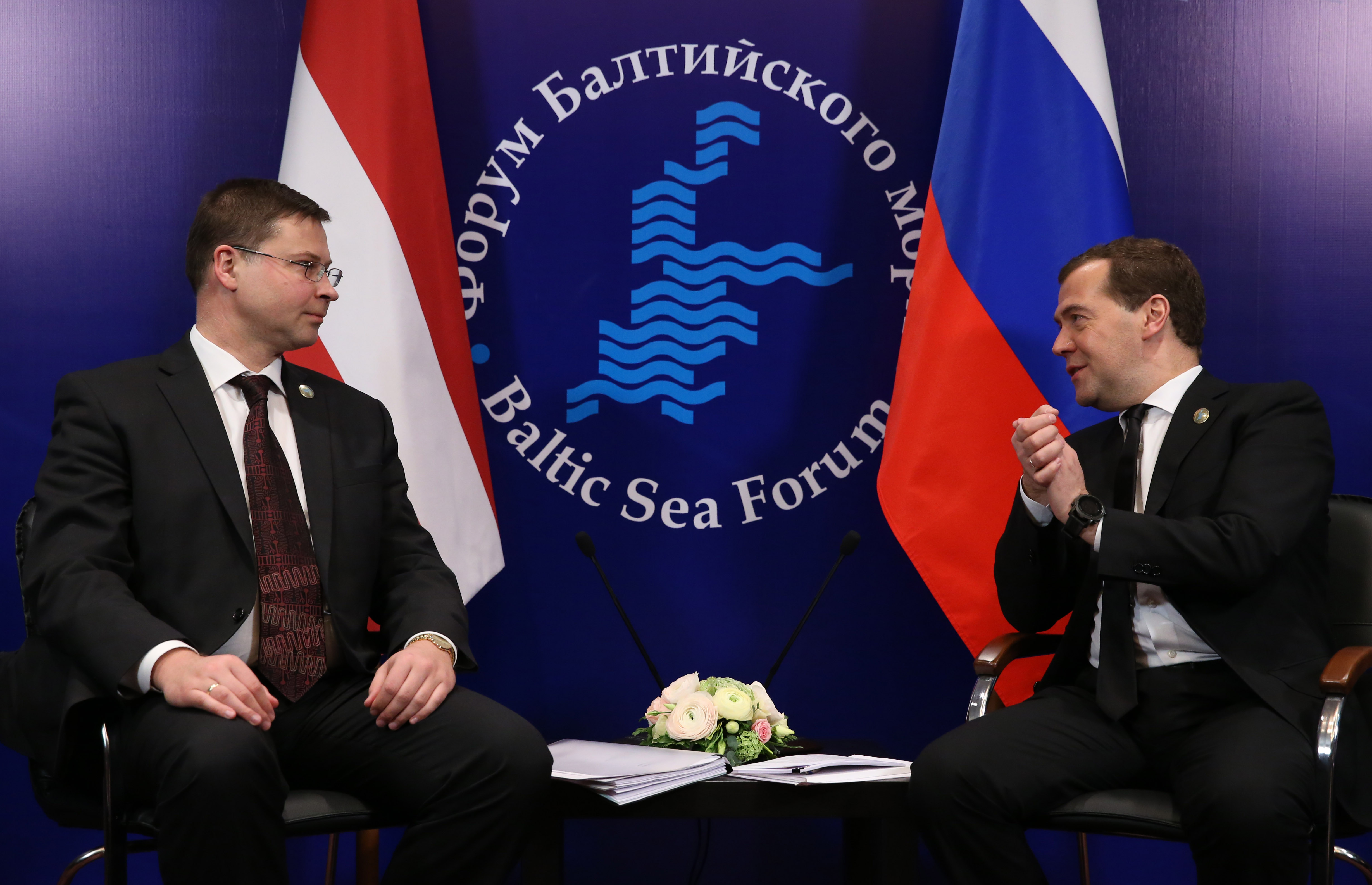
دميتري ميدفيديف و رئيس مجلس الوزراء لدولة لاتفيا فالديس دومبروفسكيس

في آب أغسطس، وخلال الشهر الثالث من رئاسة ميدفيديف، أخذت روسيا دوراً في حرب أوسيتيا الجنوبية 2008 مع جورجيا، الأمر الذي قاد التوتر في العلاقات الروسية الأمريكية إلى مستوى ما بعد الحرب الباردة. في 26 آب، في أعقاب تصويت بالإجماع من الجمعية الاتحادية لروسيا، أصدر ميدفيديف مرسوما رئاسياً يعترف رسمياً بأبخازيا وأوسيتيا الجنوبية كدولتين مستقلتين، وقد أدانت مجموعة الدول الصناعية السبعة هذا القرار وفي 31 أغسطس 2008، أعلن ميدفيديف تحولاً في السياسة الخارجية الروسية، والتي تتمحور حول خمسة مبادئ رئيسية:
1. المبادئ الأساسية للقانون الدولي هي العليا.
2. العالم سيكون متعدد الأقطاب.
3. لن تسعى روسيا إلى المواجهة مع الدول الأخرى.
4. تتكفل روسيا بحماية مواطنيها أينما كانوا.
5. روسيا ستطور العلاقات مع الأقاليم الصديقة.

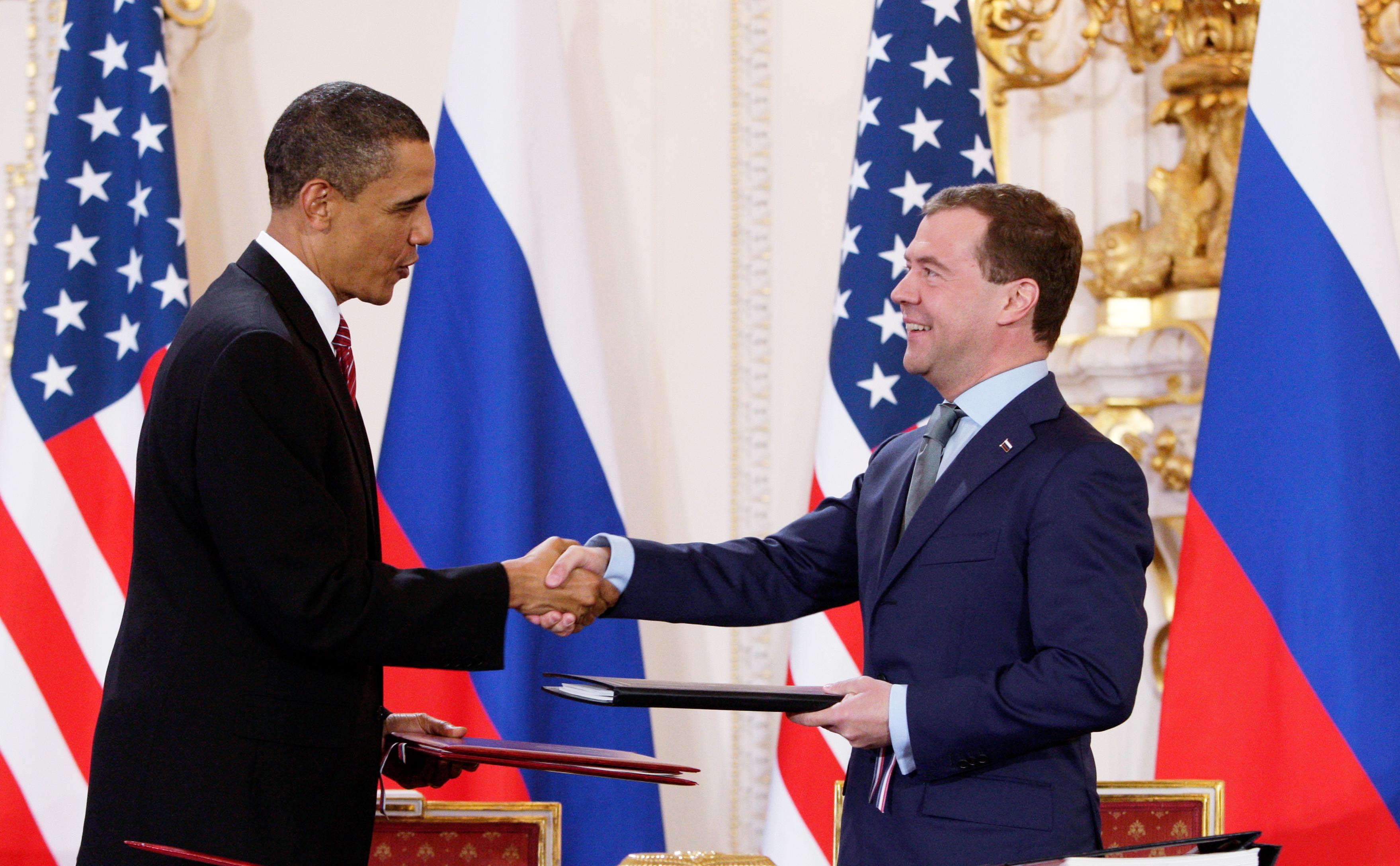
ميدفيديف و أوباما بعد توقيع معاهدة تصفير المشاكل بين روسيا و الولايات المتحدة الأمريكية في 2010

في خطابه أمام البرلمان يوم 5 نوفمبر 2008 وعد أيضاً بنشر منظومة صواريخ اسكندر وأدوات للتشويش على الرادارات في منطقة كالينينجراد لمواجهة نظام الدفاع الصاروخي الأمريكي في أوروبا الشرقية. [109] وعقب إعلان الرئيس الأمريكي باراك أوباما يوم 17 سبتمبر 2009، أن واشنطن لن تنشر عناصر الدفاع الصاروخي في جمهورية التشيك وبولندا، قال ديمتري ميدفيديف أنه ضد نشر صواريخ اسكندر في كالينينغراد الروسية.
في 21 تشرين الثاني عام 2011، صرح ميدفيديف أن الحرب على جورجيا منعت حلف شمال الأطلسي من زيادة توسعه.

#### علاقة دميتري ميدفيديف وفلاديمير بوتين
على الرغم من أن الدستور الروسي يبين بوضوح أن غالبية السلطة هي للرئيس، ظهرت التكهنات حول مسألة ما إذا كان ميدفيديف نفسه أو رئيس الوزراء فلاديمير بوتين هو الذي يملك في الواقع القوة الأكثر تأثيراً. وفقاً لصحيفة الديلي تلغراف، «مراقبي الكرملين» لاحظوا أن ميدفيديف يخاطب بوتين بشكل رسمي وفقاً للغة الروسية (Вы في اللغة الروسية تعني 'أنت' وتستخدم عند مخاطبة الطرف الآخر بشكل رسمي), في حين يخاطب بوتين ميدفيديف باستخدام الطريقة الأقل رسمية (ты في اللغة الروسية تعني 'أنت' أي نفس معنى Вы إلا أن ты تستخدم عندما يكون الحديث أقل رسمية، مثلاً بين الأصدقاء) وفقا لاستطلاع للرأي أجري في سبتمبر 2009 من قبل مركز ليفادا شارك فيها 1600 روسي، 13٪ اعتقدوا أن ميدفيديف أكثر هيمنة، و 32٪ اعتقدوا أن بوتين أكثر قوة، و 48٪ أعتقدوا أنهما يتقاسمان مستويات متساوية من النفوذ، وفشل 7٪ من الإدلاء بإجابة. ومع ذلك، حاول ميدفيديف تأكيد موقفه بالقول: «أنا زعيم هذه الدولة، أنا رئيس هذه الدولة، ويستند تقسيم السلطة على هذا.»

#### الانتخابات الرئاسية في 2012
لأن كلا من بوتين وميدفيديف يمكن أن يترشح لمنصب الرئيس في الانتخابات العامة عام 2012، كان هناك رأي من بعض المحللين أن بعض الإجراءات والتعليقات التي قام بها ميدفيديف في ذلك الوقت جاءت بهدف فصل صورته من بوتين: وتشمل الأمثلة التي أشارت إليها بي بي سي التعامل في أواخر عام 2010 مع منظمة حلف شمال الأطلسي والولايات المتحدة، والتي ربما كانت تهدف إلى إظهار نفسه بأنه أكثر قدرة على التعامل مع الدول الغربية، والتعليقات في نوفمبر تشرين الثاني عن الحاجة إلى معارضة أقوى في السياسة الروسية، ليقدم نفسه على أنه مجدد . وأشارت هيئة الإذاعة البريطانية بي بي سي أيضا أن محللين آخرين يرون الانقسام قد يكون مبالغاً فيه، بخصوص أن ميدفيديف وبوتين «كانا يحاولان تحقيق أقصى قدر من الدعم للسلطات بمحاولة جذب أجزاء مختلفة من المجتمع». وكان هناك اعتقاد بأن حكم المحكمة على العضو في حكومة الأقليات السابق ميخائيل خودوركوفسكي وشريكه بلاتون ليبيديف، والذان قاما بتمويل أحزاب المعارضة قبل إلقاء القبض عليهما، يبين حقاً فيما إذا كان بوتين مازال يمسك بزمام الأمور أم لا.
يوم 24 سبتمبر عام 2011، بينما كان يتحدث في مؤتمر حزب روسيا المتحدة، أعلن ميدفيديف انه سيقترح على الحزب ترشيح فلاديمير بوتين كمرشح للرئاسة وأن الرجلين منذ فترة طويلة عقدا اتفاقاً للسماح لبوتين بالعودة إلى الرئاسة في 2012 بعد أن أجبر على التنحي في عام 2008 بحكم المدة الدستورية. سمي هذا التبديل من قبل الكثيرين في وسائل الإعلام ب "rokirovka"، وهو مصطلح روسي يشير إلى حركة التثبيت في لعبة الشطرنج. وقال ميدفيديف انه هو نفسه سيكون مستعداً لتنفيذ «عمل عملي في الحكومة». قبل بوتين عرض ميدفيديف في نفس اليوم، وأيده لمنصب رئيس وزراء روسيا في حالة أن حزب روسيا المتحدة -والذي وافق ميدفيديف على ترأس قائمة مرشحيه في الانتخابات- نال الفوز في الانتخابات التشريعية الروسية المقبلة. وفي اليوم نفسه أيدت الكنيسة الأرثوذكسية الروسية اقتراح الرئيس ميدفيديف للسماح لبوتين العودة إلى منصب رئيس روسيا.
في 22 ديسمبر 2011، في آخر خطاب لميدفيديف في موسكو، دعا ميدفيديف لإصلاح شامل للنظام السياسي في روسيا - بما في ذلك إعادة انتخاب الحكام الإقليميين والسماح بأن تنتخب نصف المقاعد في مجلس الدوما مباشرة في المناطق. وقال ميدفيديف في كلمة ألقاها أمام مجلس الدوما :«أريد أن أقول أنني أسمع هؤلاء الذين يتحدثون عن الحاجة إلى التغيير، وأفهمهم، نحن في حاجة إلى إعطاء جميع المواطنين فرصة قانونية للمشاركة في الحياة السياسية»
ومع ذلك، فإن المعارضة لحزب روسيا المتحدة الذي يترأسه ميدفيديف ورئيس الوزراء بوتين رفضت المقترحات والمواقف السياسية التي فشلت في التصدي بشكل كاف للمتظاهرين الذين ادعوا ان انتخابات 4 ديسمبر كانون الأول كانت مزورة.
في 7 مايو، في آخر يوم له في منصبه، وقع ميدفيديف على آخر الوثائق بصفته رئيساً للدولة: في مجال المجتمع المدني، وحماية حقوق الإنسان والتحديث. وافق على قائمة من التعليمات والتي كانت نتائج لإاجتماع مع المجلس الرئاسي للمجتمع المدني وحقوق الإنسان، الذي عقد في 28 أبريل نيسان. وافق ميدفيديف أيضا على مرسوم كان قد أصدره يتعلق «بالبرنامج الرئاسي لرفع مهارات المهندسين ل2012-2014» من أجل التحديث والتطوير التكنولوجي للاقتصاد الروسي. ورأى كثيرون في تنحي ميدفيديف وعودة بوتين إلى الرئاسة عملية غير ديمقراطية ولعب ذلك دوراً في الاحتجاجات التي اندلعت في المدن في أنحاء روسيا في أعقاب انتخاب بوتين.

## رئيس الوزراء (2012-2020)
يوم 7 مايو 2012، في نفس اليوم الذي انتهت ولايته كرئيس لروسيا، تم ترشيح ديمتري ميدفيديف من قبل الرئيس الروسي فلاديمير بوتين لمنصب رئيس الوزراء. وفي 8 مايو 2012، قام مجلس الدوما في الاتحاد الروسي بالتصويت على الترشيح المقدم من الرئيس الجديد، وأكد اختيار ميدفيديف لتولي المنصب. وأصبح ميدفيديف أيضاً رئيساً لحزب روسيا المتحدة وأمّن أغلبية مقاعد مجلس الدوما في الانتخابات التشريعية عام 2011، حائزاً على 49٪ من الأصوات، و 238 من 450 مقعدا. تمت الموافقة على ترشيح ميدفيديف لمنصب رئيس الوزراء من قبل مجلس الدوما في تصويت 299-144.

### المرحلة الأولى
تولى ميدفيديف منصب رئيس وزراء روسيا يوم 8 مايو 2012، بعد أن وقع الرئيس الروسي فلاديمير بوتين المرسوم الرسمي الخاص بتعيينه في ذلك المنصب.
في 19 مايو 2012 تولى ديمتري ميدفيديف المشاركة في قمة مجموعة الثماني في كامب ديفيد، في الولايات المتحدة، ليحل محل الرئيس بوتين، الذي قرر عدم تمثيل روسيا في القمة. وكان ميدفيديف أول رئيس وزراء يمثل روسيا في اجتماع مجموعة الثماني. في 21 مايو 2012 تم تعيين مجلس الوزراء التابع له والموافقة عليها من قبل الرئيس. يوم 26 مايو، وتمت الموافقة عليه وتعيينه رسميا رئيسا لحزب روسيا المتحدة، الحزب الحاكم. في نفس الأسبوع في وقت سابق انضم ميدفيديف رسميا إلى الحزب، وبالتالي أصبح أول رئيس وزراء لروسيا ينتمي إلى حزب سياسي.
خلال السنة الأولى من توليه منصب رئيس الوزراء، أشرف ميدفيديف على إصدار تشريعات صارمة ضد التدخين في الأماكن العامة في روسيا، وزيادة أسعار المشروبات الكحولية، وتحديد عقوبات أكثر صرامة على السائقين الذين يتم القبض عليهم في حالة سكر.

### شبه جزيرة القرم
في أعقاب الثورة الأوكرانية عام 2014، سيطرت القوات العسكرية الروسية على شبه جزيرة القرم. في 31 مارس 2014 كان ميدفيديف أول قائد روسي يزور شبه جزيرة القرم منذ أن أصبحت شبه الجزيرة جزءاً من روسيا يوم 18 مارس. وخلال زيارته، أعلن عن تشكيل الوزارة الاتحادية لشؤون شبه جزيرة القرم.

### المرحلة الثانية

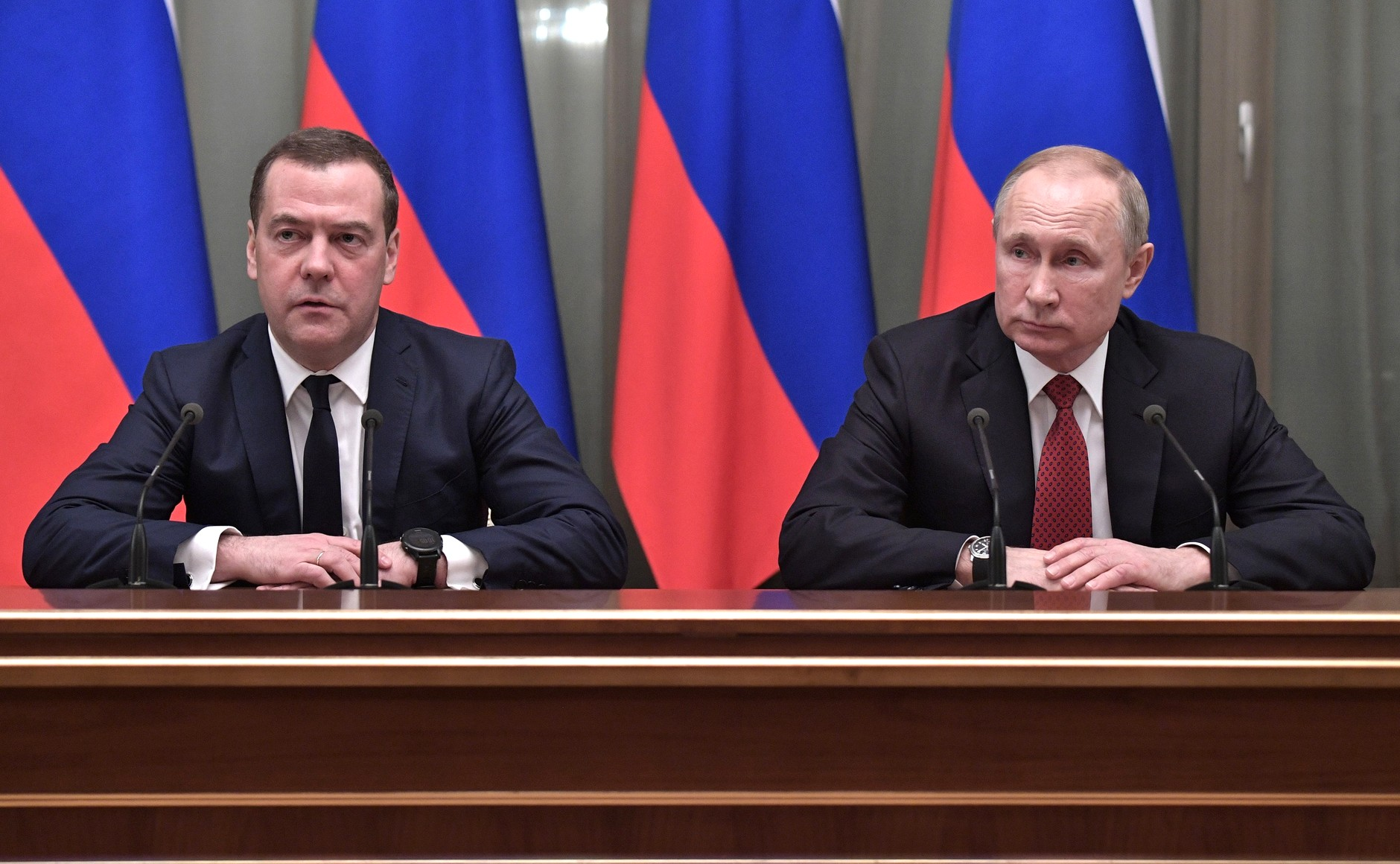
مدفيدف (يسارًا) وفلادمير بوتين (يمينًا) خلال إعلان استقالة الحكومة

في 7 مايو 2018، رشح فلاديمير بوتين مرة أخرى ديمتري ميدفيديف رئيسا للوزراء. وفي 8 مايو، تم تأكيد ميدفيديف من قبل مجلس الدوما كرئيس للوزراء، مع تأييد 374 صوتًا. وفي 15 مايو، وافق بوتين على الهيكل، وتم تشكيل مجلس الوزراء في 18 مايو.
في 15 يناير 2020، قدم ميدفيديف استقالة حكومته للرئيس بوتين، وذلك بعد خطاب فلاديمير بوتين أمام الجمعية الفيدرالية والذي اقترح فيه عدة تعديلات دستورية تخص نقل السلطة من رئيس الدولة. وصرح مدفيدف انه قدم استقالته ليسمح للرئيس بوتين بإجراء التعديلات الدستورية المقترحة والتي تخص نقل السلطة من الرئيس، كما أوضح أن هذه التعديلات «ستغير توازن القوى في روسيا».
قبل الرئيس الاستقالة وطلب من الحكومة المستقيلة تسيير الأعمال حتى تشكيل حكومة جديدة، وفي 16 يناير 2020 قام بوتين بتعيين ميدفيديف نائب أمين مجلس الأمن القومي الروسي. كما عين ميخائيل ميشوستين رئيسًا للوزراء.

## الحياة الشخصية

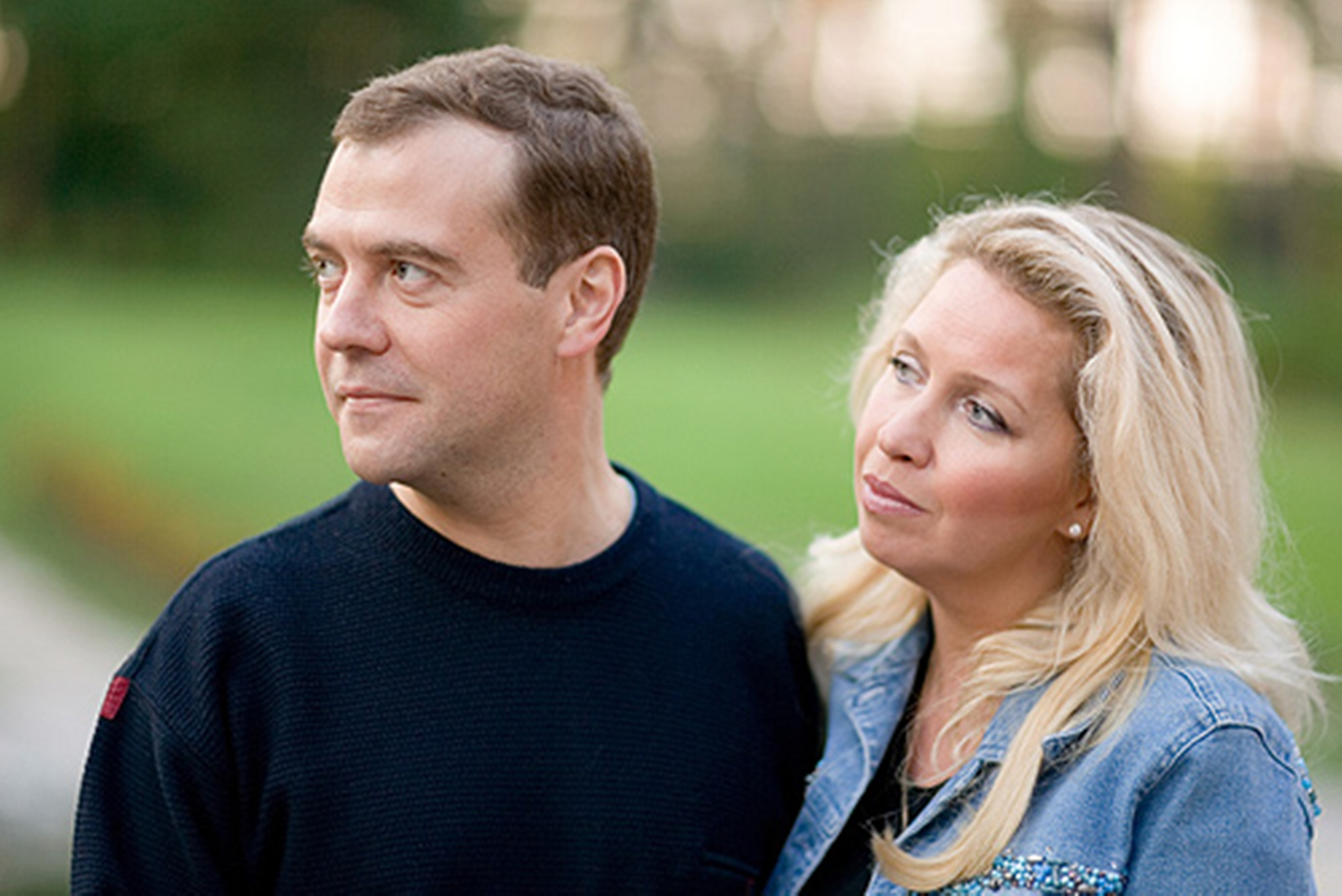
دميتري ميدفيديف وزوجته سفيتلانا ميدفيديفا

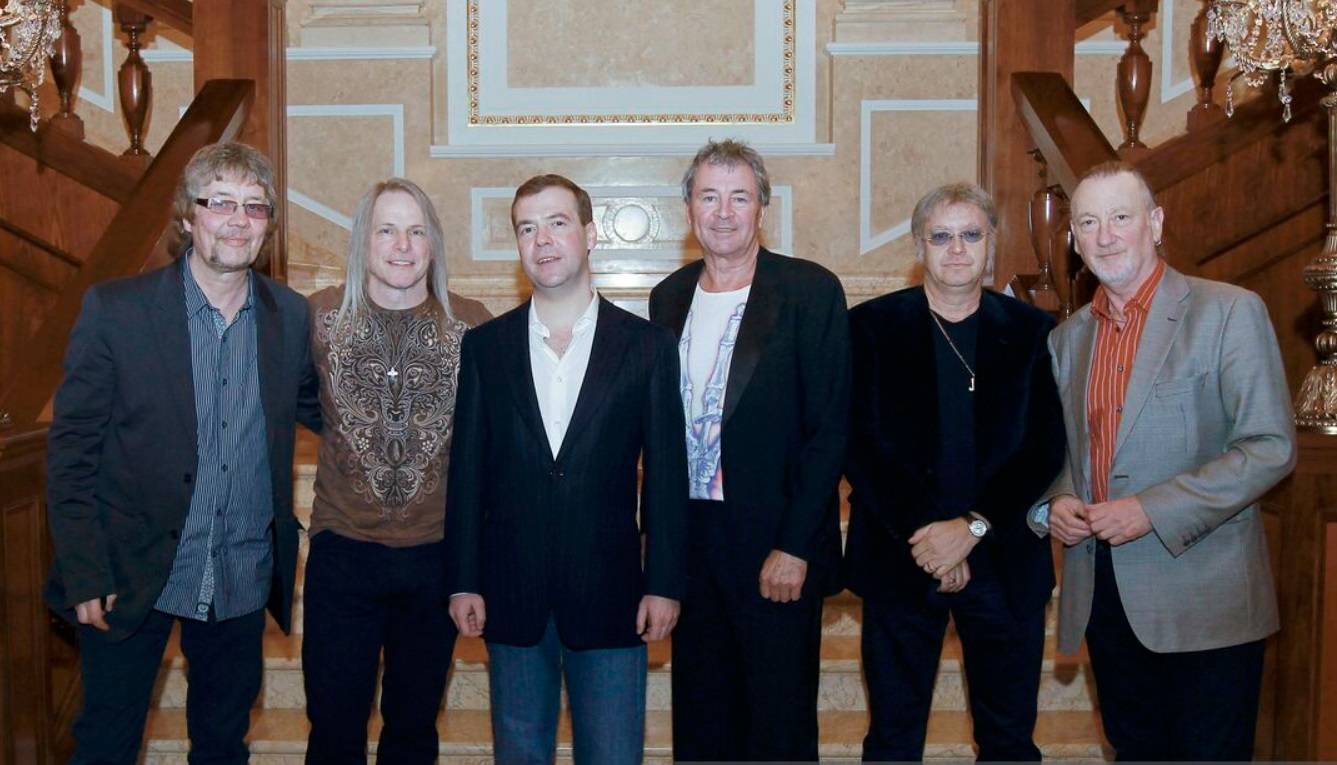
دميتري ميدفيديف مع أعضاء فرقة الروك ديب بربل (23 آذار 2011)

دميتري ميدفيديف متزوج ولديه ابن يدعى ايليا دميتريفيتش ميدفيديف (مواليد 1995). زوجته تدعى سفيتلانا فلاديميروفنا ميدفيديفا، وهي صديقته منذ الطفولة وكانت حبيبته في المدرسة. تزوجا بعد عدة سنوات من تخرجهم من المدرسة الثانوية في عام 1982.
ميدفيديف من هواة التصوير الفوتوغرافي. في يناير 2010، تم بيع أحد الصور التي التقطها في مزاد خيري بمبلغ 51 مليون روبل (US $ 1750000)، مما يجعلها واحدة من أغلى الصور التي تم بيعها.
ميدفيديف يحافظ على حوض أسماك في مكتبه ويهتم بالأسماك بنفسه. ميدفيديف كان يملك قطاً من سلالة القطط السيبيرية، يطلق عليه اسم دوروفي مات في 4 شباط 2015, كان دوروفي يتعارك مع قط يعود لميخائيل غورباتشوف وهو جار ميدفيديف.
آل ميدفيديف أبلغوا عام 2007 أن دخلهم السنوي هو 80000 $، ولديهم تقريباً نفس المبلغ كمدخرات في البنوك. ولم يتم تسجيل أي دخل لزوجة ميدفيديف. وهم يعيشون في منزل سكني فخم في موسكو.
على مجتمع الانترنت الروسي (رونت Runet)، يرتبط اسم ميدفيديف في بعض الأحيان برسوم تعبيرية فكاهية، مرتبطة بلهجة بادونكافاسكي العامية، مما أدى إلى كثير من الكتابات والرسوم المتهكمة والساخرة التي تمزج بين ميدفيديف وحيوان الدب. (كلمة ميدفيد تعني «الدب» باللغة الروسية واسم عائلة «ميدفيديف» مشتق من هذه الكلمة). ميدفيديف متصالح مع هذه الظاهرة، ولا يعتبر أنها تشكل إساءة، مشيرا إلى أن الرسوم الناقدة على شبكة الإنترنت هي شيء طبيعي ولها الحق بالظهور.
ميدفيديف يتحدث الإنجليزية، بالإضافة إلى لغته الأصلية الروسية، ولكن خلال المقابلات فإنه يتحدث فقط بالروسية.

## منشورات
قام مدفيديف بكتابة مقالين قصيرين يتعلقان بمادة اطروحة الدكتوراة الخاصة به في صحف الحقوق الروسية.
كما يعد من مؤلفي أحد الكتب المختصة في القانون المدني المستخدم في الجامعات والذي تم نشره لأول مرة عام 1991 (الإصدار 6 من القانون المدني. في 3 أجزاء. تم نشره في 2007).
قام أيضا بتأليف أحد الكتب الجامعية، بعنوان 'مناقشات في تطور روسيا القومي'، نشر لأول مرة عام 2007، مناقشا دور الدولة الروسية في السياسة المجتمعية والتطور الاقتصادي. كما أنه شارك في تأليف كتاب مختص بالتعقيب على المجاز القانوني، المعنون باسم «تعليق على القانون الفيدرالي: على الخدمات المدنية الدولية التابعة للاتحاد الروسي». إذ يقوم هذا العمل باحتساب القانون الفدرالي الروسي كنوع من الخدمات المدنية، والذي تم العمل به في 27 يوليو/تموز 2004، من عدة منظورات—علمياً، قضائياً، عملياً، تنفيذياً، وكل ما يتعلق بالعمل التطبيقي.
في اوكتوبر/تشرين الأول 2008، بدأ الرئيس مدفيدف بنشر مدونة مختصة بمقاطع الفيديو على الموقع الرئاسي الإلكتروني. كما تم نشر مقاطع مدونته في المجتمع الرسمي لمدونة LiveJournal الإلكترونية باسم المستخدم
blog_medvedev[149] منذ 21 أبريل/نيسان 2009 من قبل إدارة الكرملن.
في يونيو/حزيران 2011 شارك مدفيدف في إطلاق مشروع «قيم أبدية» التابع لوكالة الأنباء الروسية السابقة RIA Novosti مشاركا بذلك القسم الروسي من حركة مؤسسة ويكيميديا.منحت وكالة الأنباء رخص مجانية من رخص منظمة المشاع الإبداعي لمئة صورة من صورها، كما وسجل ميدفيديف في المبادرة باسمه ديمتري ميدفيديف، وقام شخصيا برفع إحدى صوره إلى ويكيميديا كومنز.
في 13 أبريل/نيسان 2009، قام مدفيديف بمقابلة هامة مع صحيفة نوفايا غازيتا. تلك كانت مقابلته الأولى الممنوحة لمطبوعات ومنشورات روسية، والاولى من نوعها التي غطت قضايا منوعة كالمجتمع المدني والعقود الاجتماعية، وشفافية المسؤولين والتطور في الإنترنت.

## روابط خارجية
- دميتري ميدفيديف على موقع IMDb (الإنجليزية)
- دميتري ميدفيديف على موقع الموسوعة البريطانية (الإنجليزية)
- دميتري ميدفيديف على موقع مونزينجر (الألمانية)
- دميتري ميدفيديف على موقع ألو سيني (الفرنسية)
- دميتري ميدفيديف على موقع إن إن دي بي (الإنجليزية)
- دميتري ميدفيديف على موقع قاعدة بيانات الفيلم (الإنجليزية)